# فرانتس مارک
فرانتس مارک (به آلمانی: Franz Marc)‏ (۸ فوریه ۱۸۸۰ – ۴ مارس ۱۹۱۶) نقاش و گراورساز آلمانی و از افراد کلیدی جنبش اکسپرسیونیسم آلمان بود. مارک یکی از بنیان‌گذاران ژورنال هنری سوارکار آبی در سال ۱۹۱۱ بود که بعدها گروه هنرمندان مرتبط با آن نیز به همین نام (Der Blaue Reiter) نامیده شدند.

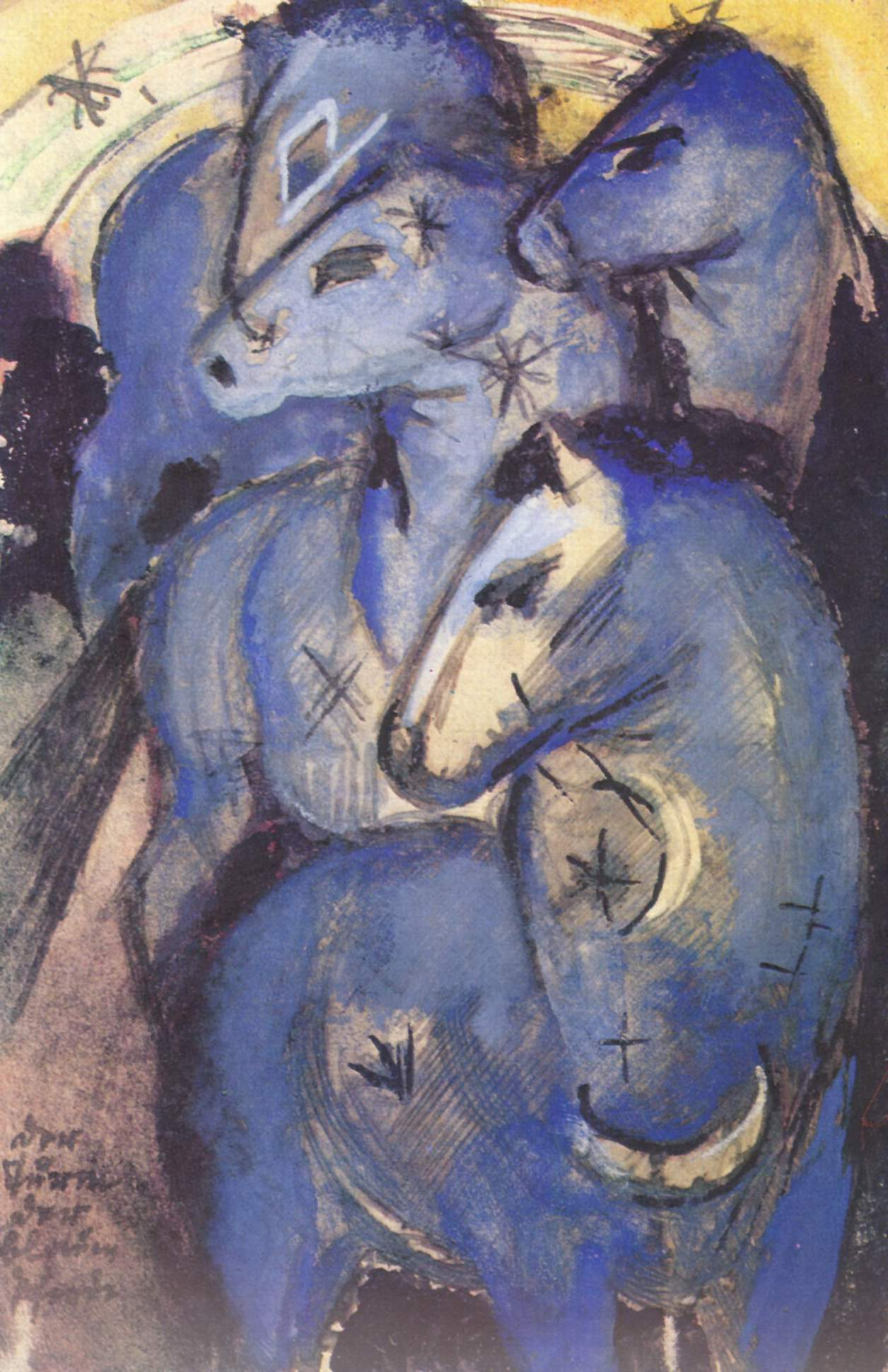
برج اسب‌های آبی، ۱۹۱۳، اثر مفقود فرانتس مارک

## نگارخانه

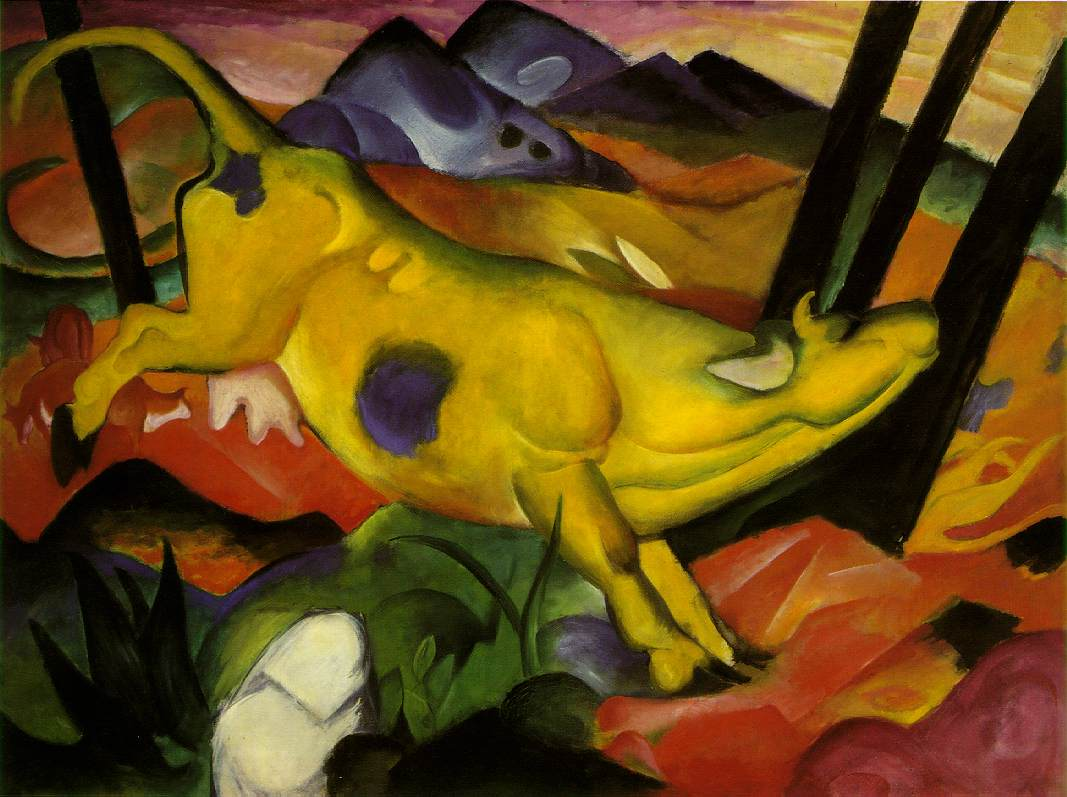
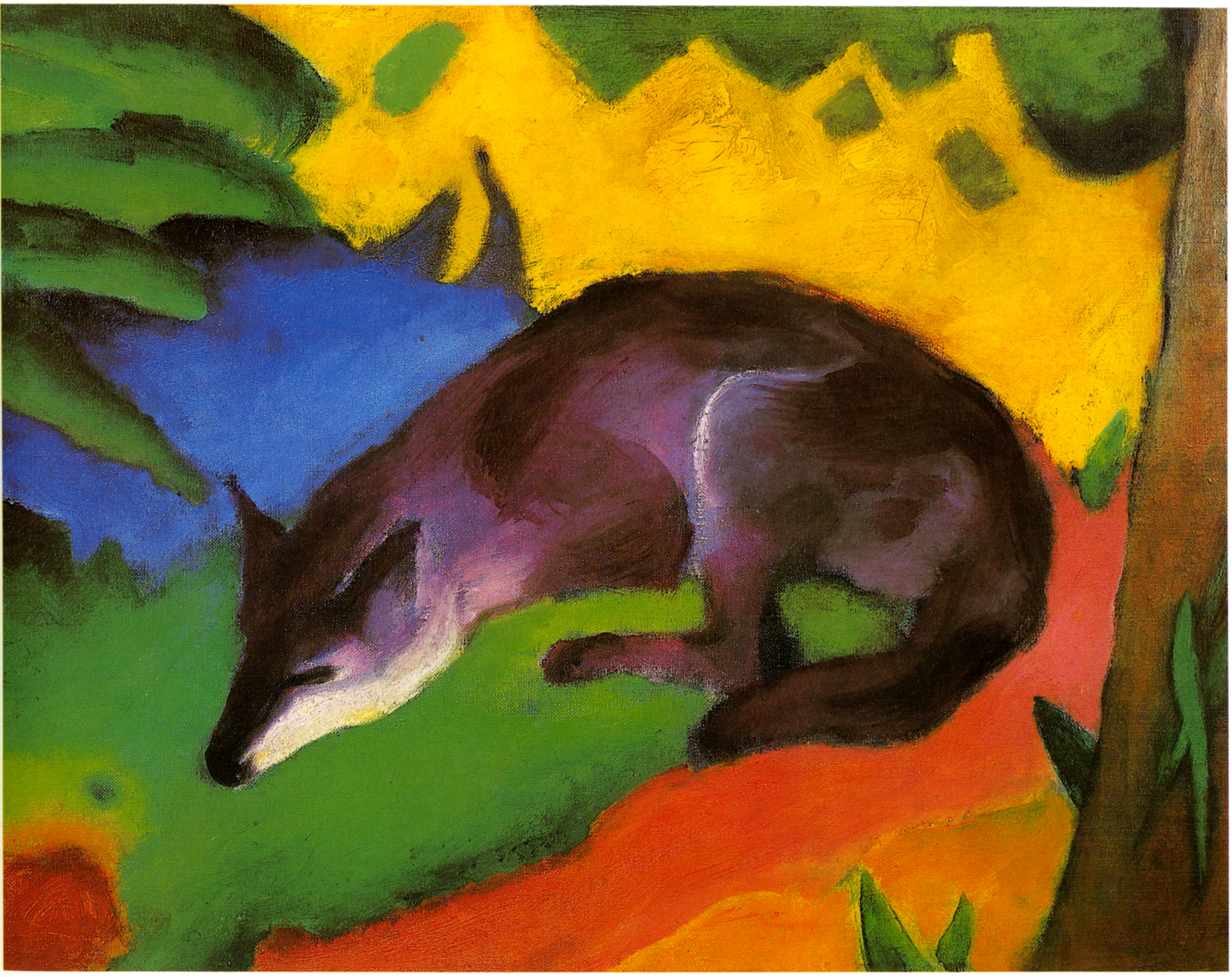
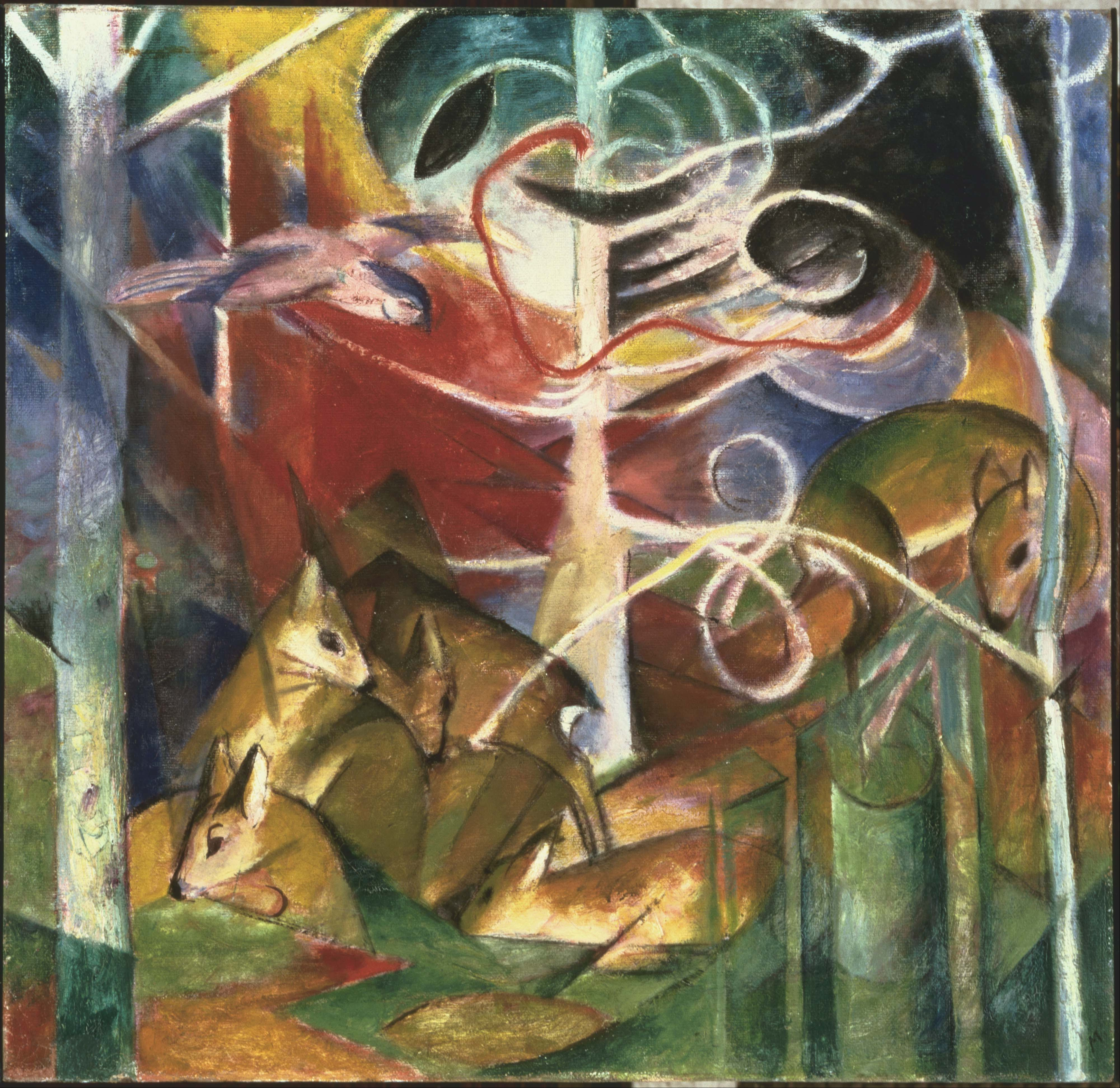
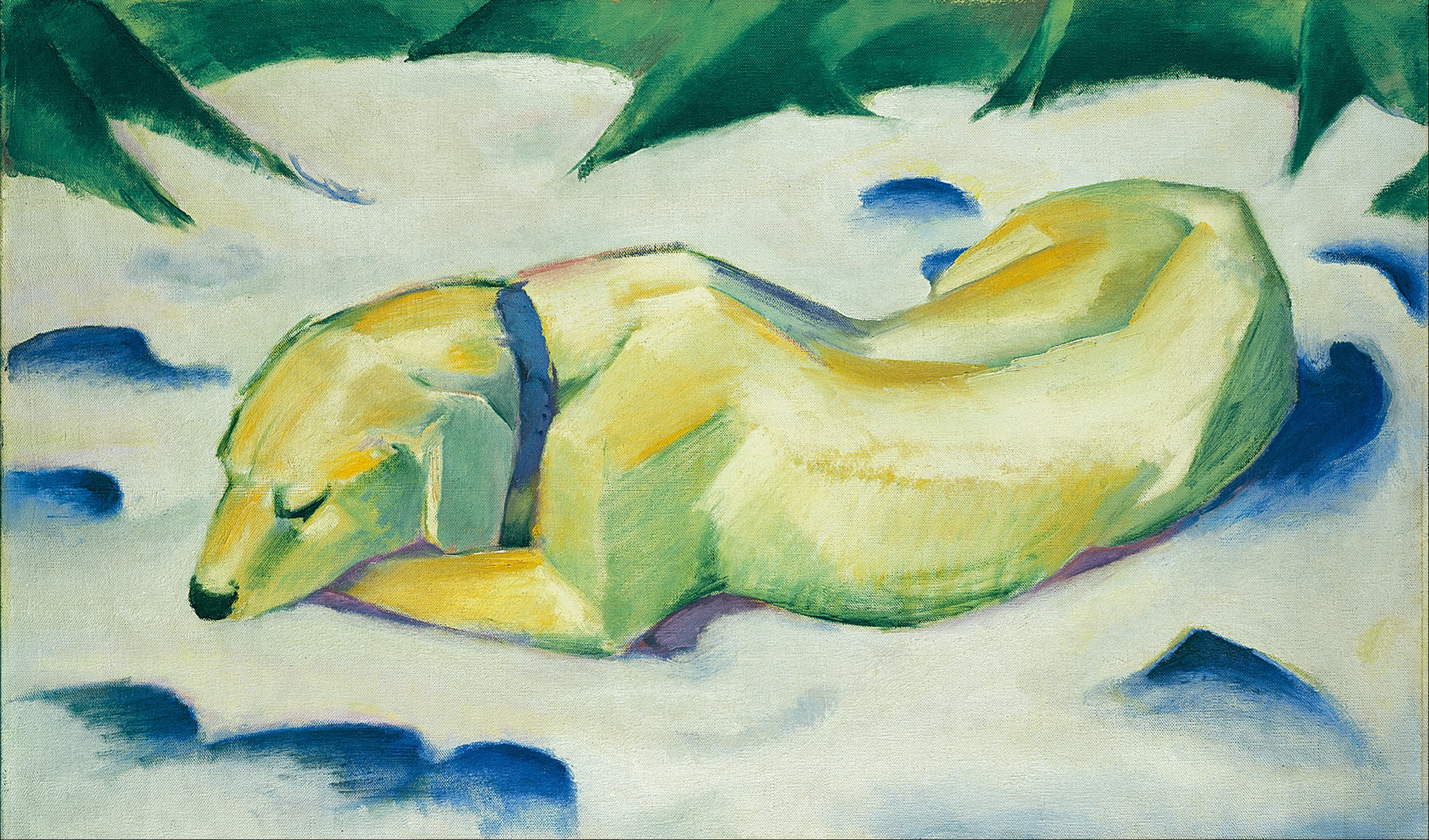
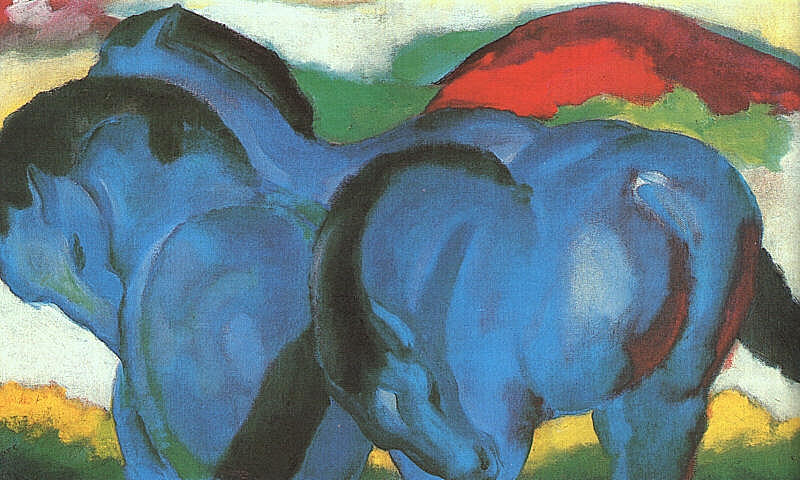
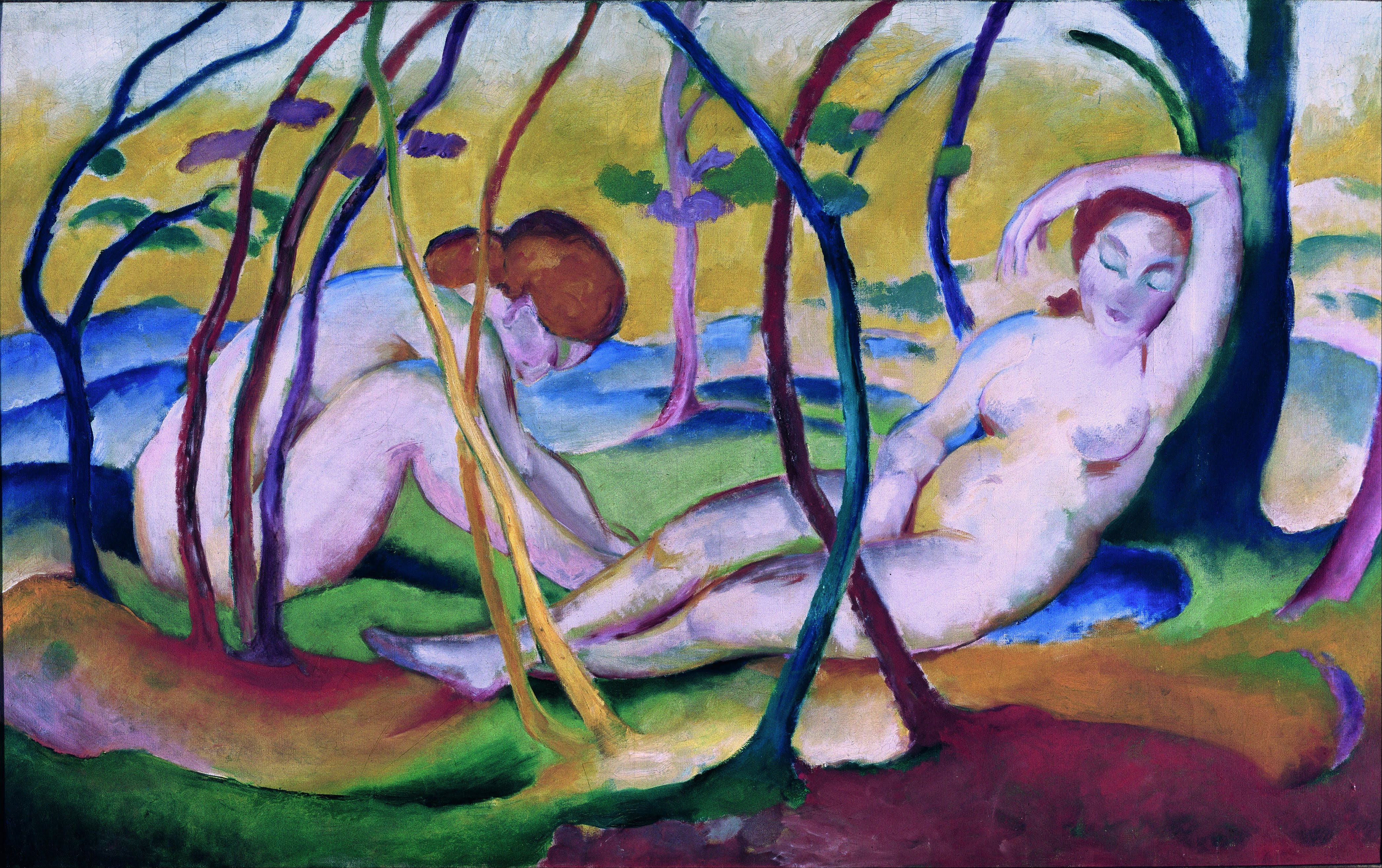
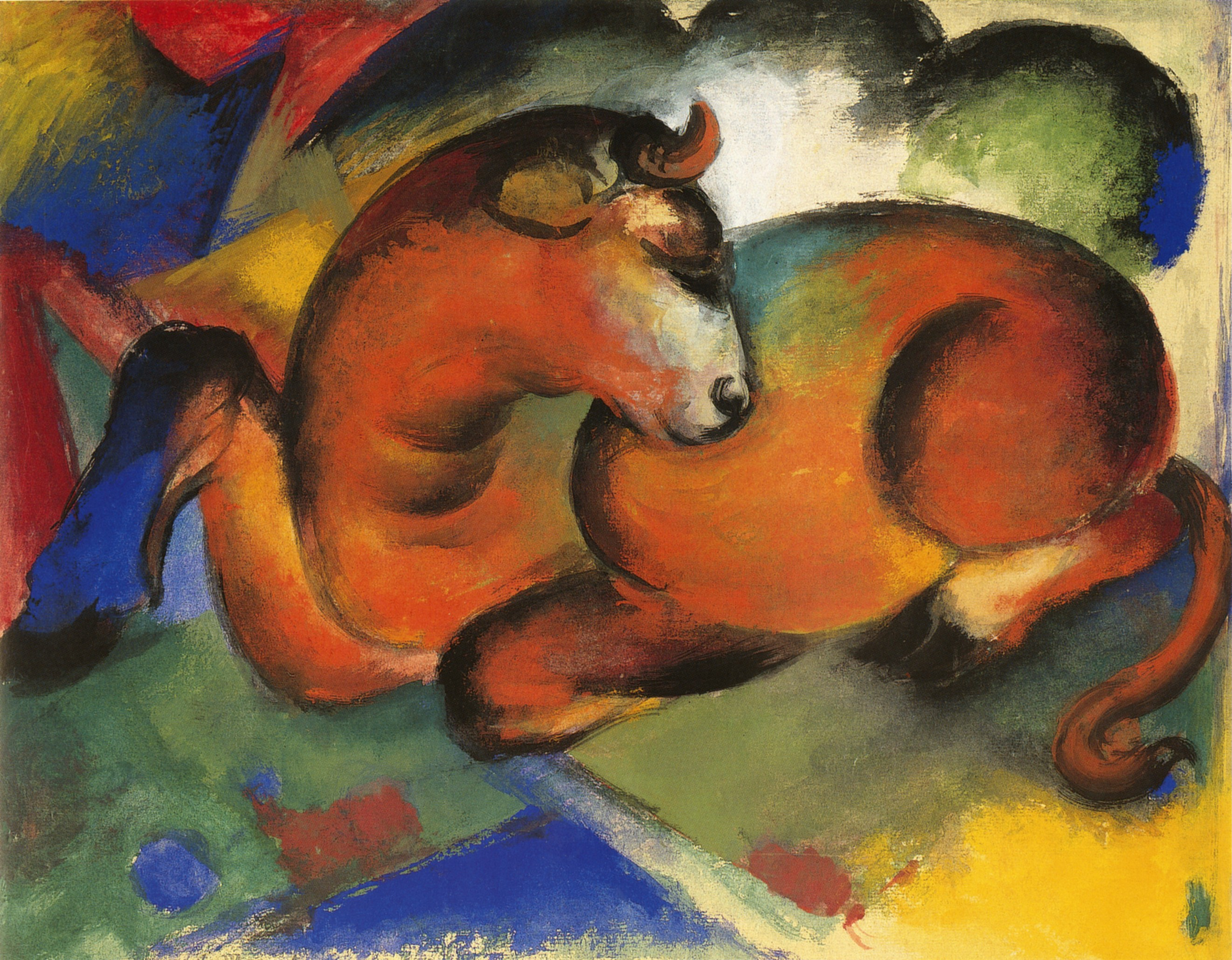
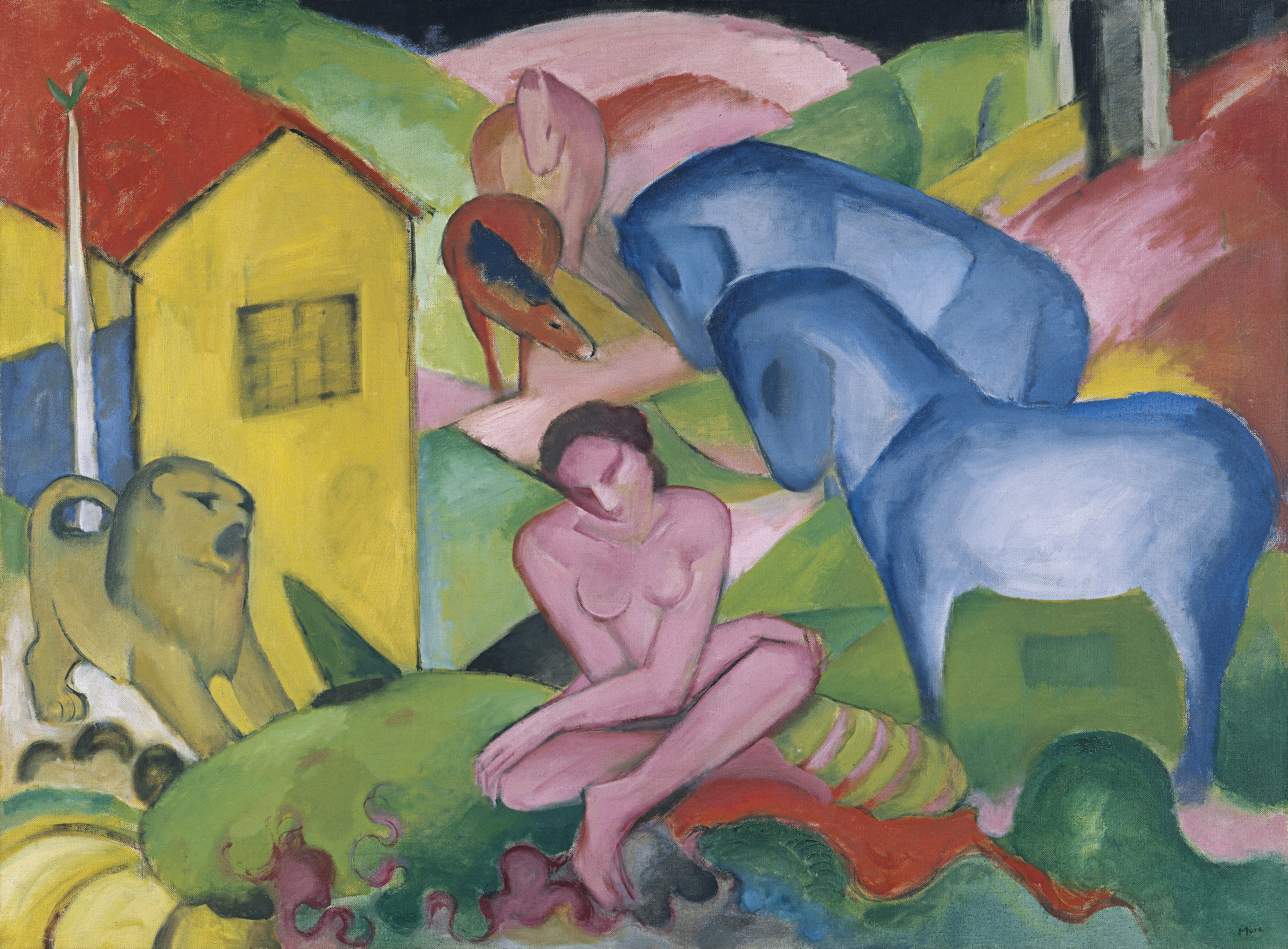
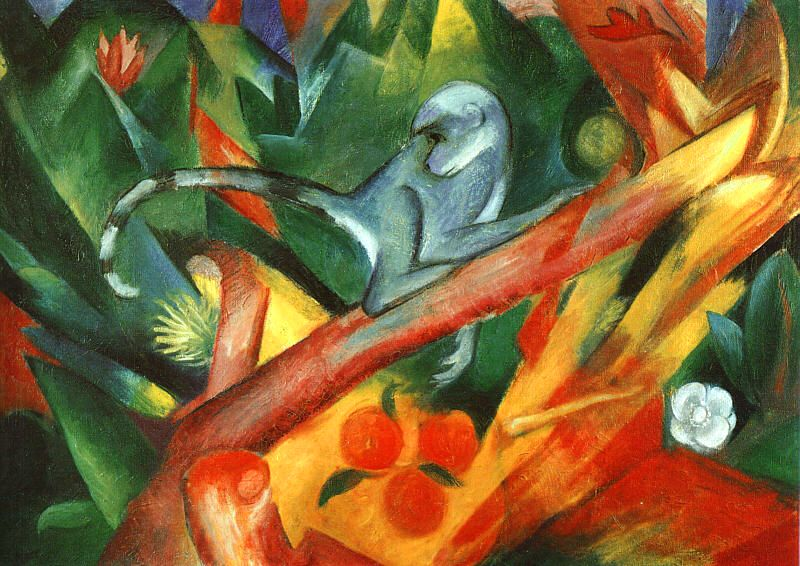
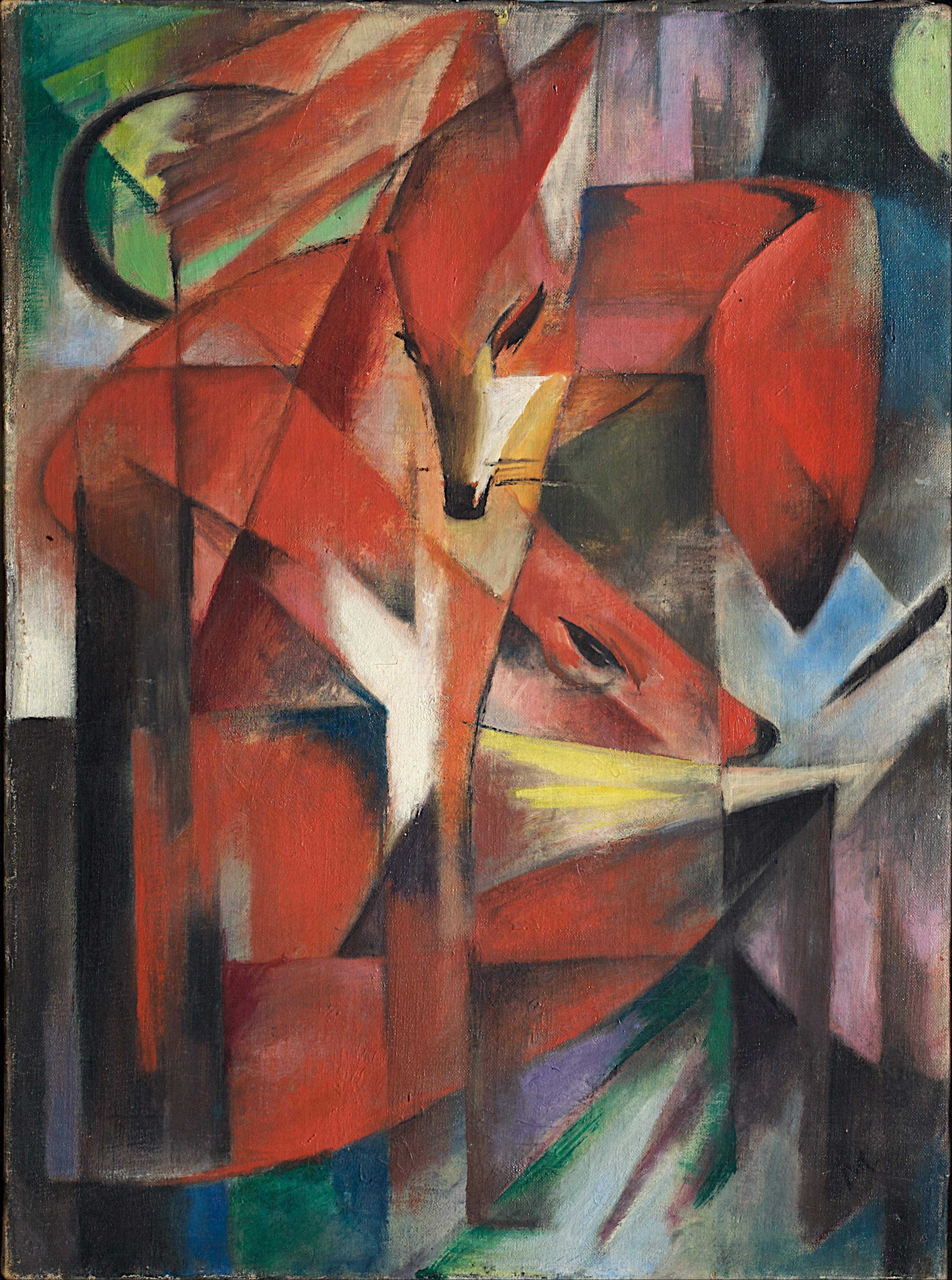
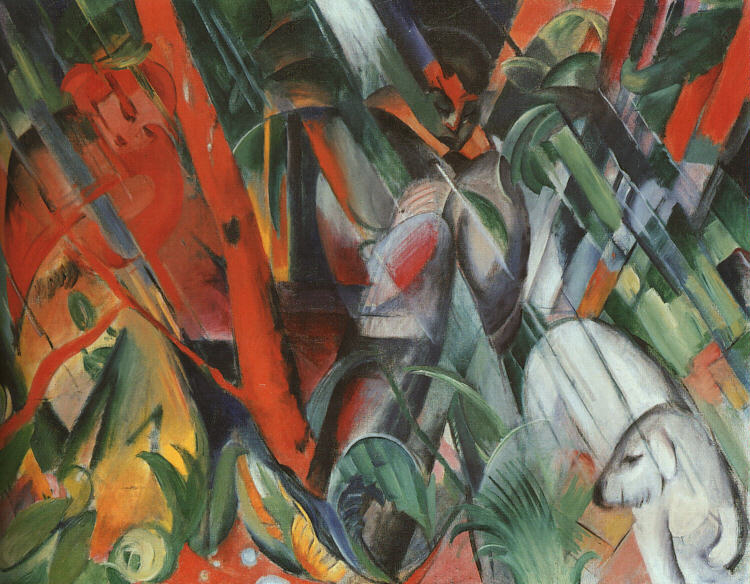
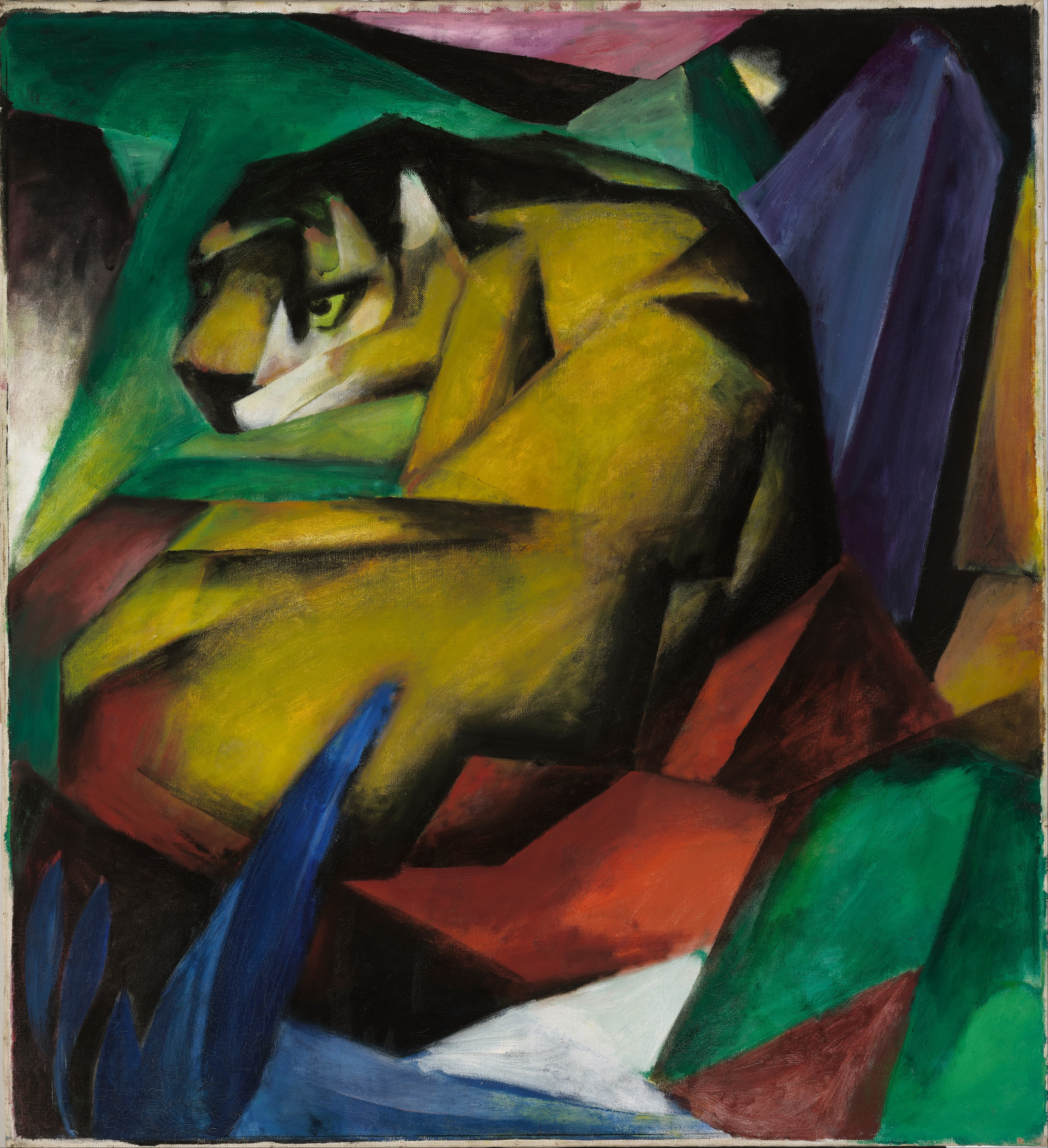
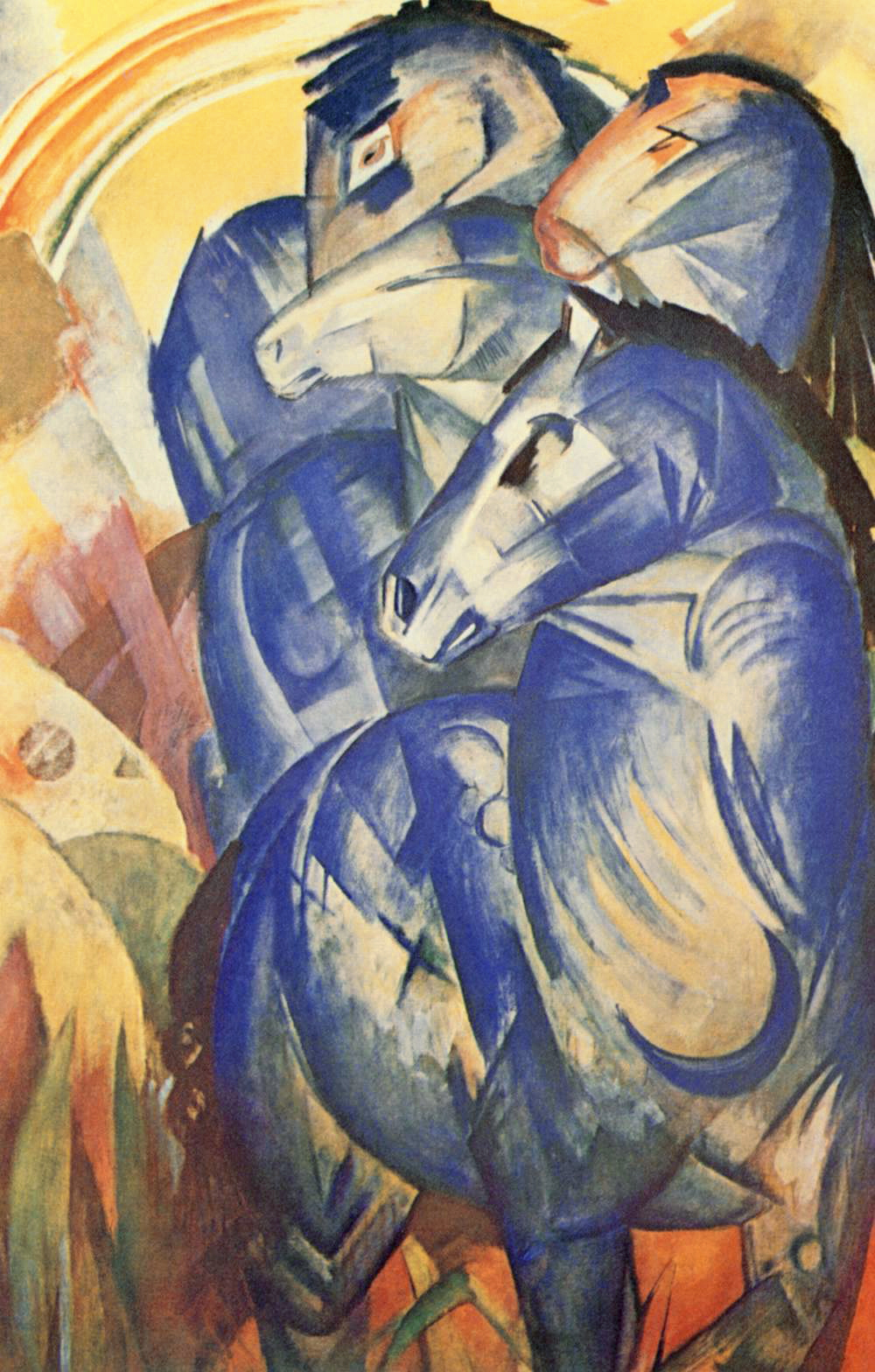
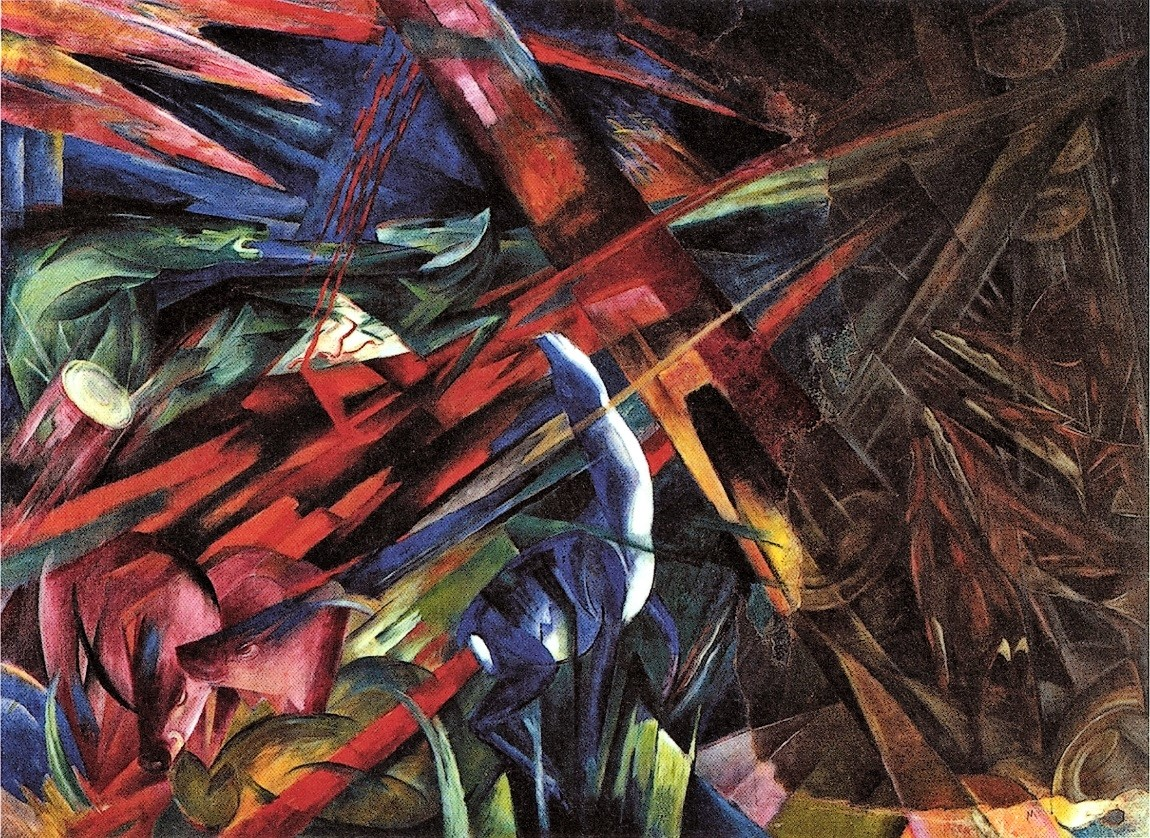
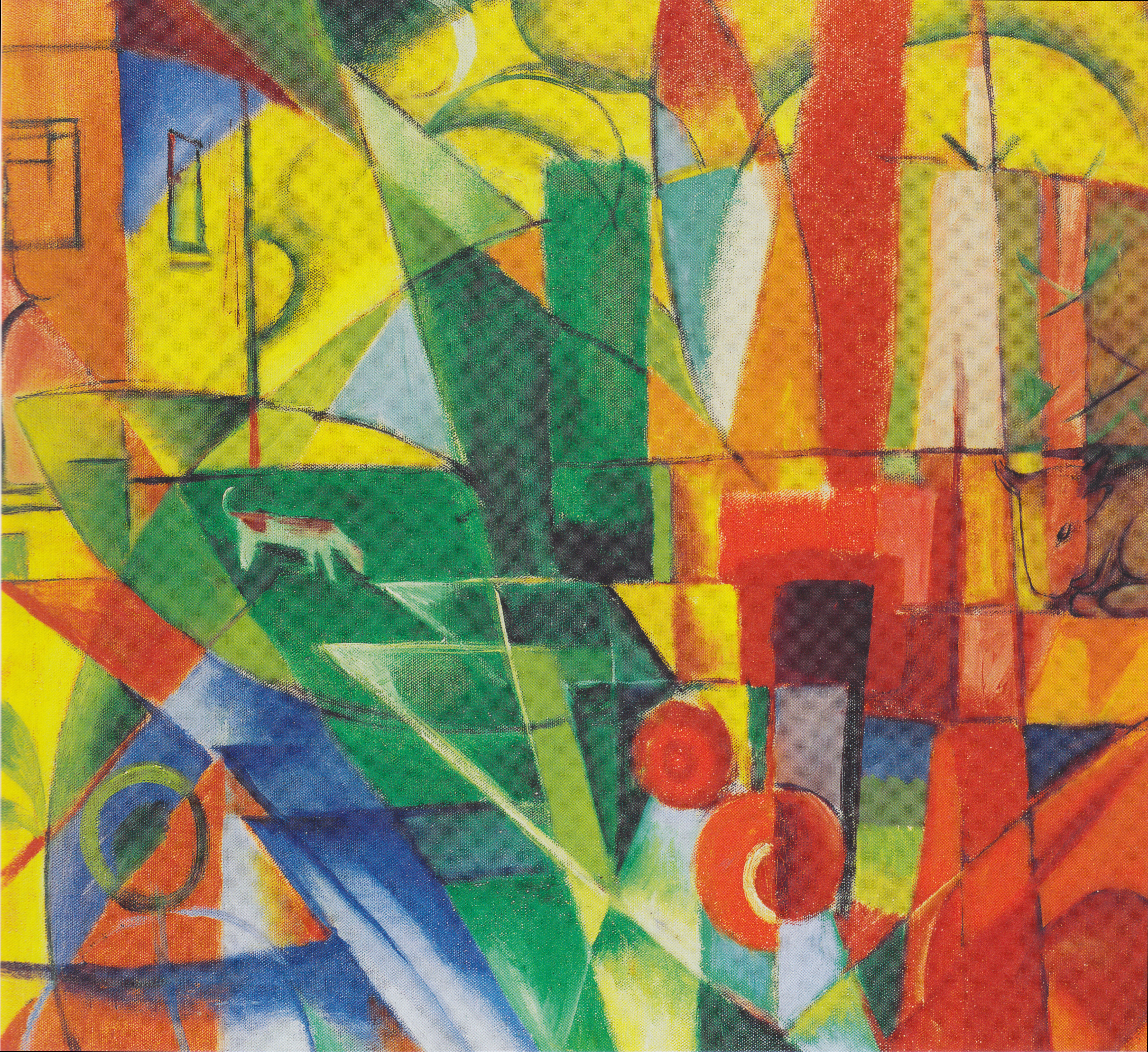
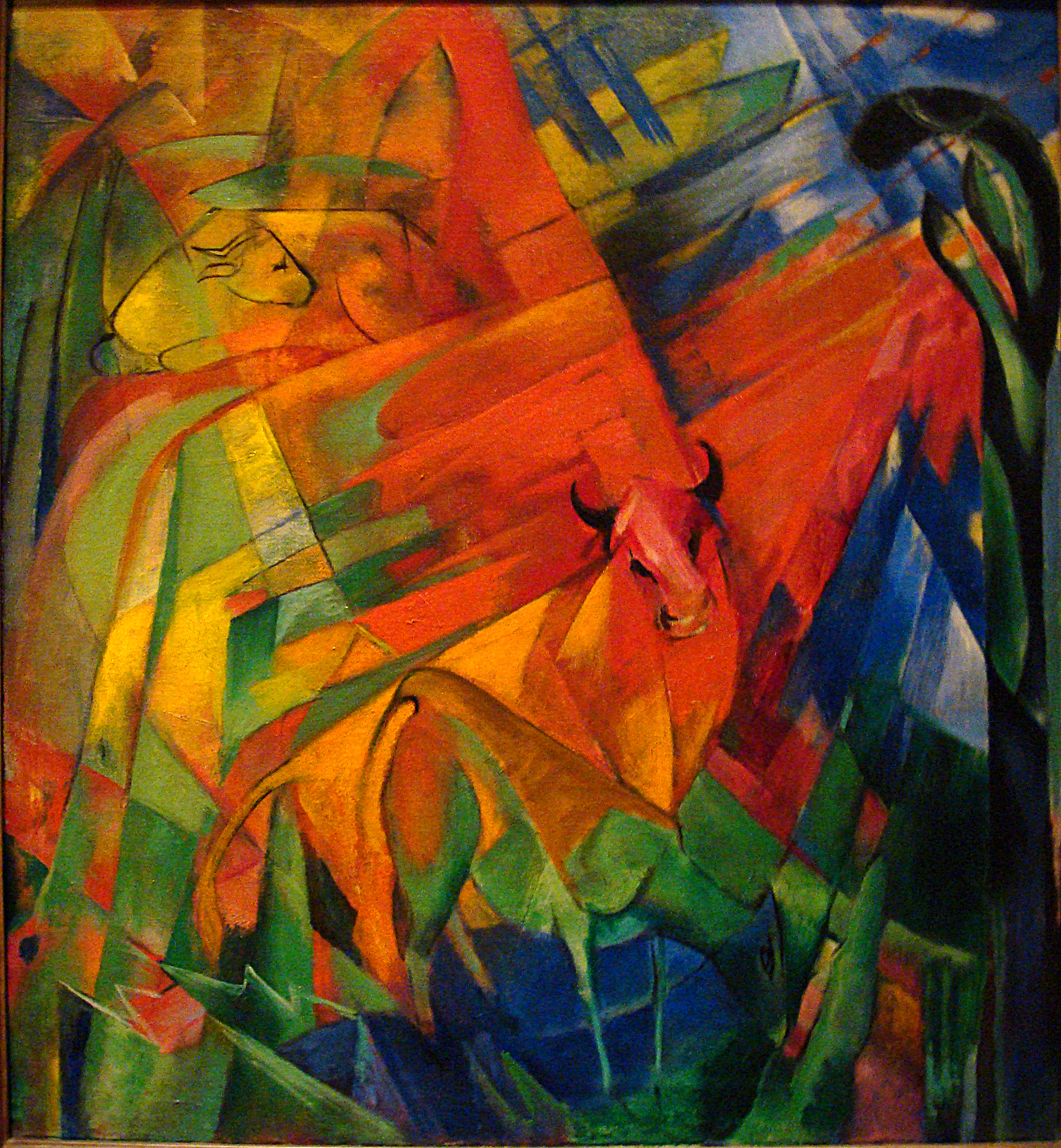
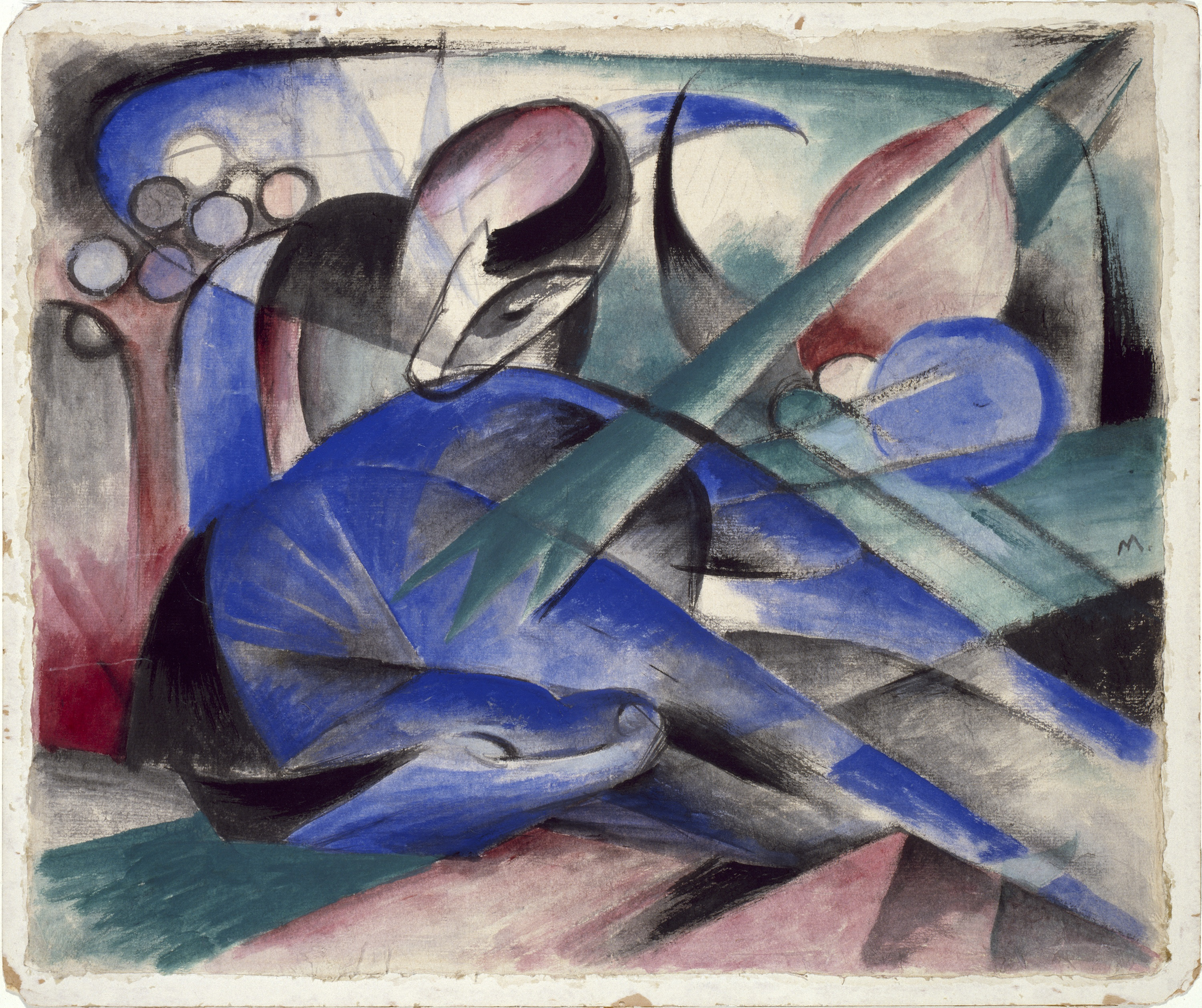
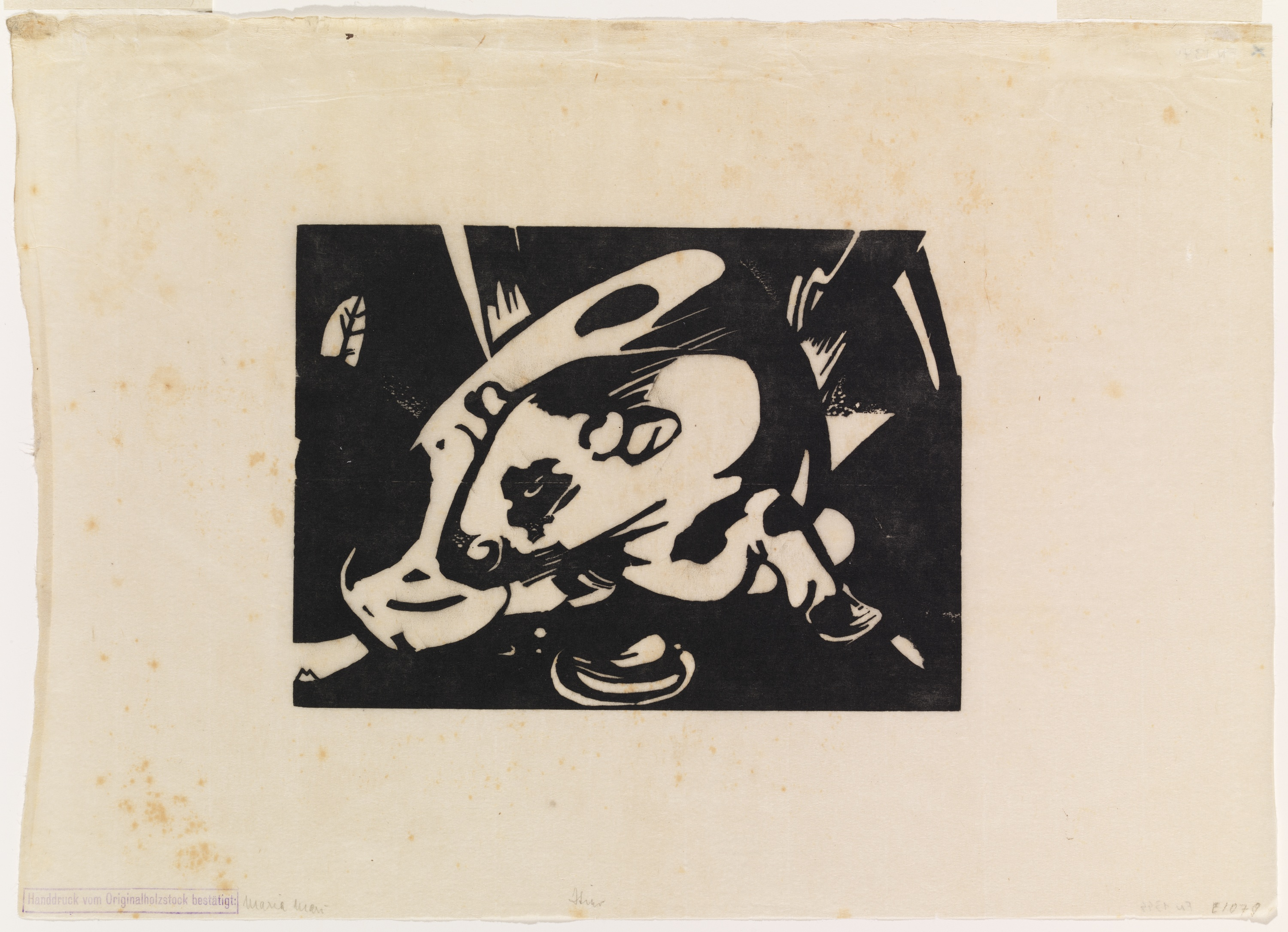
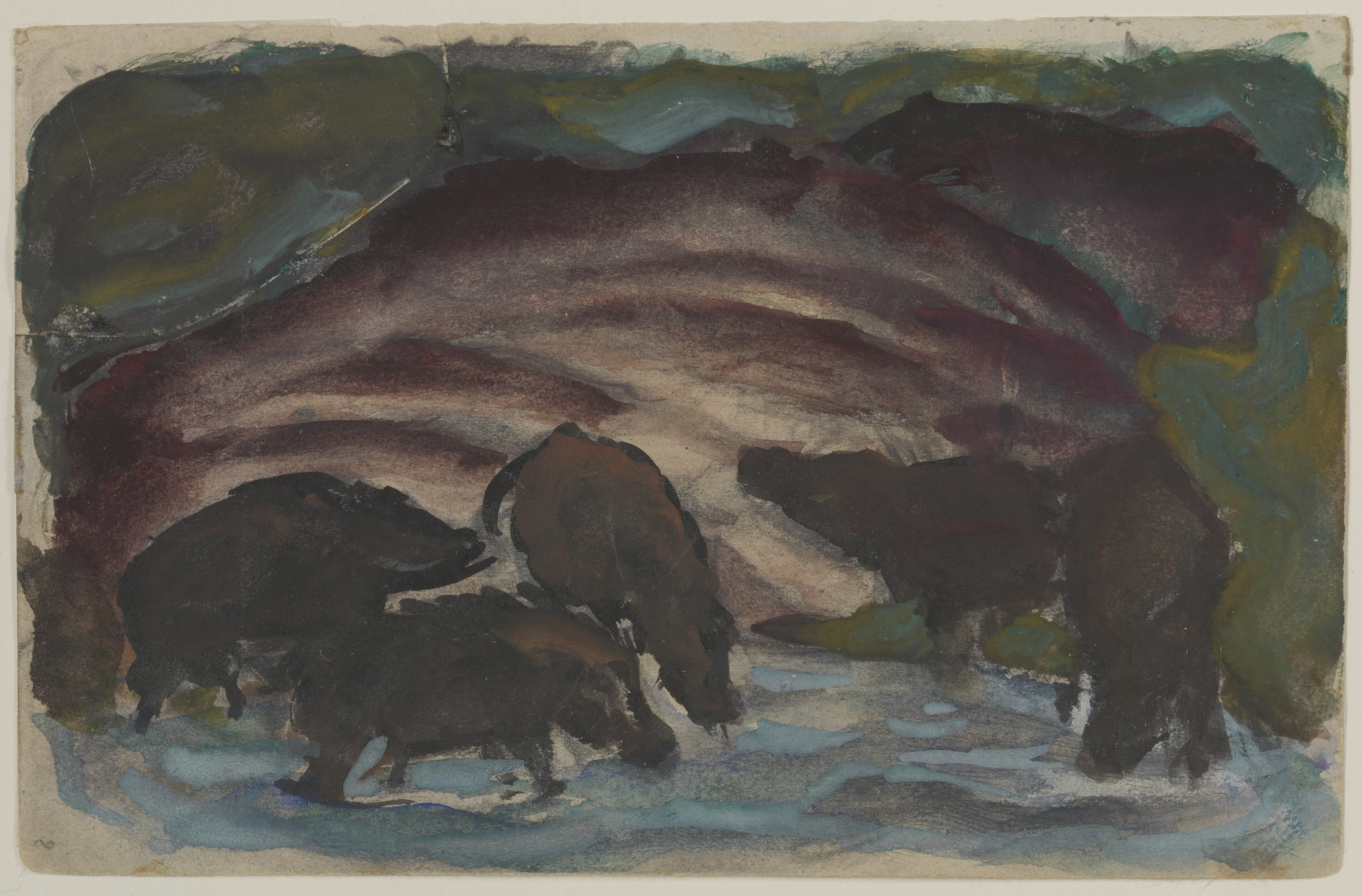
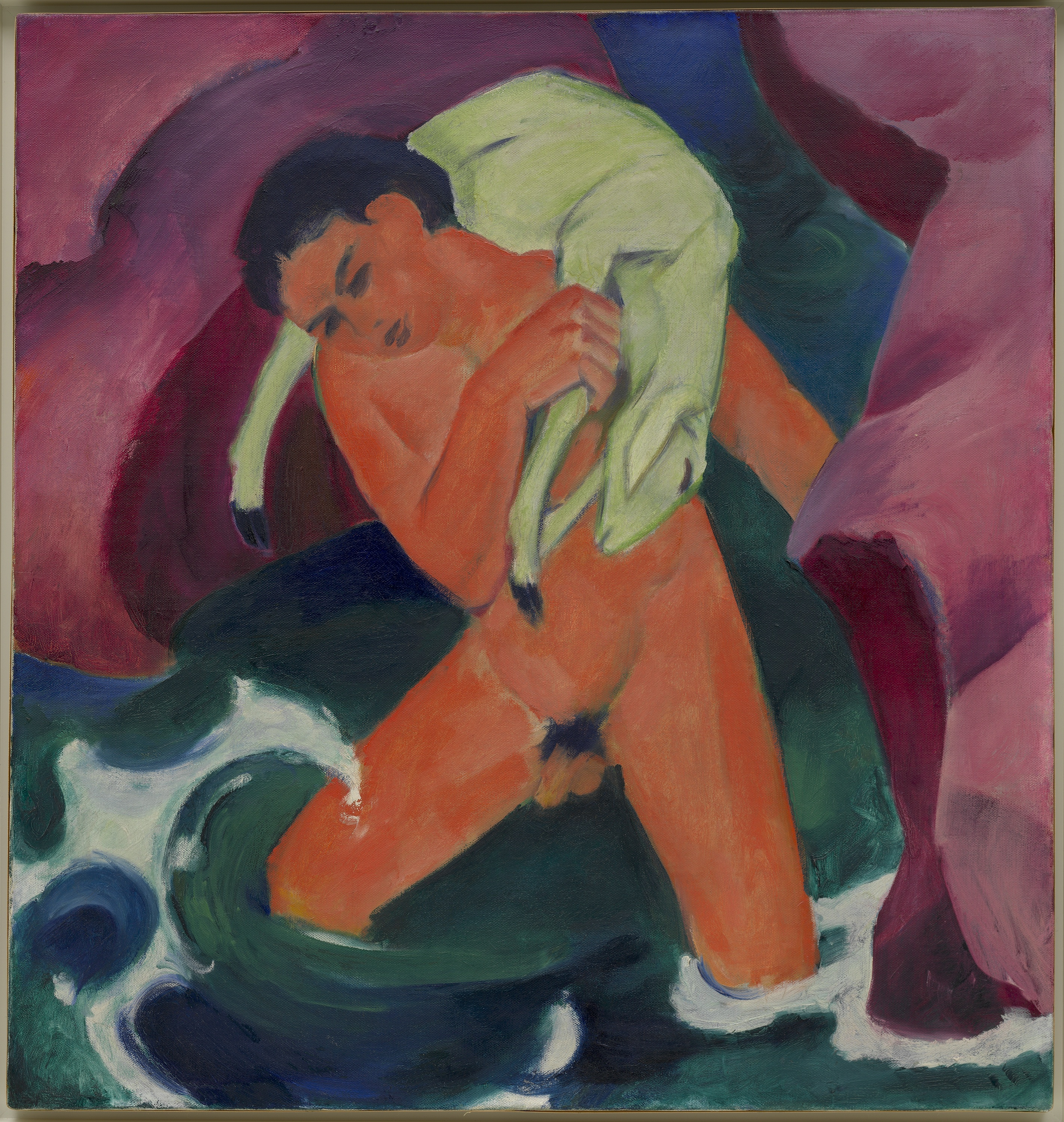
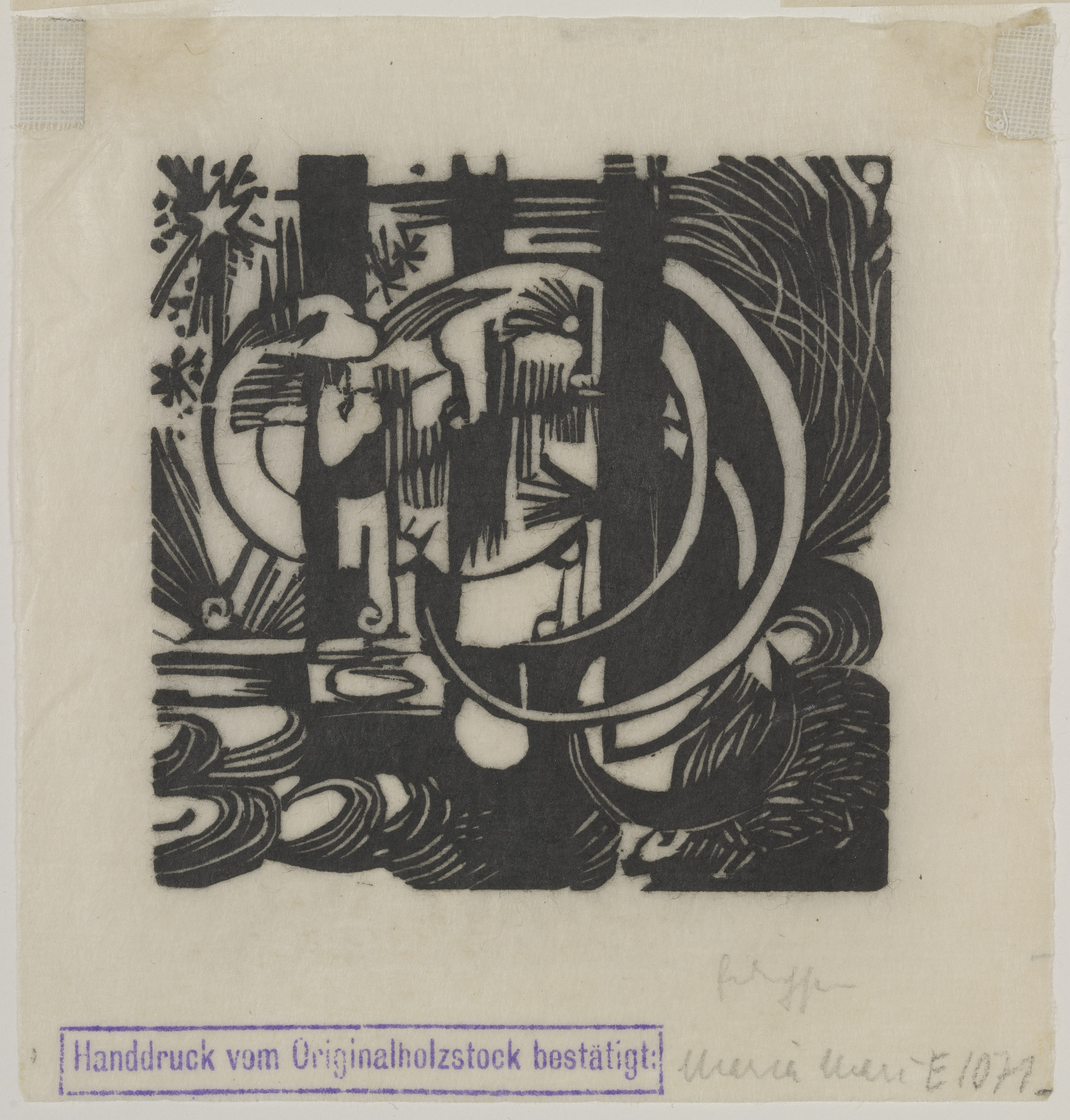
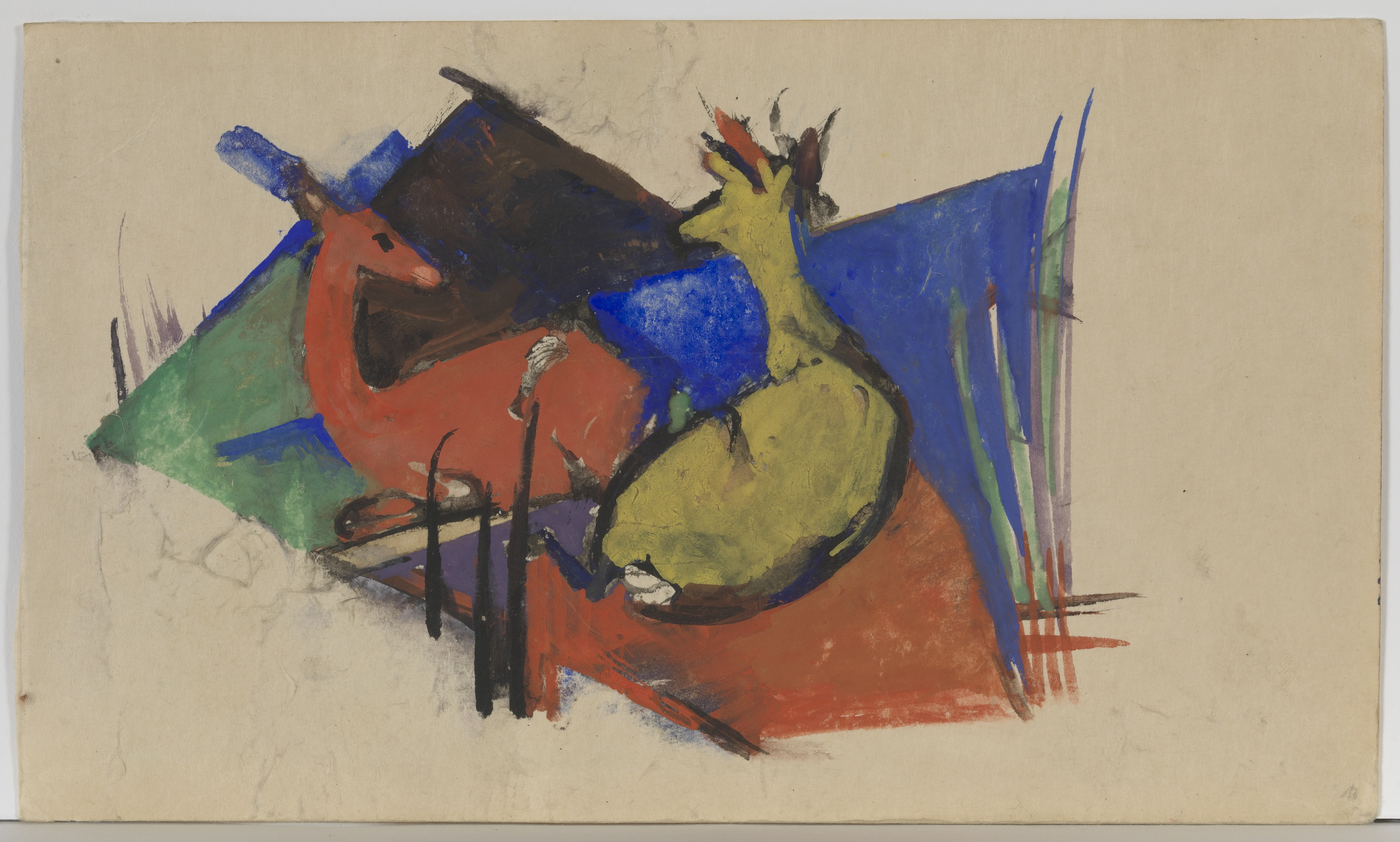
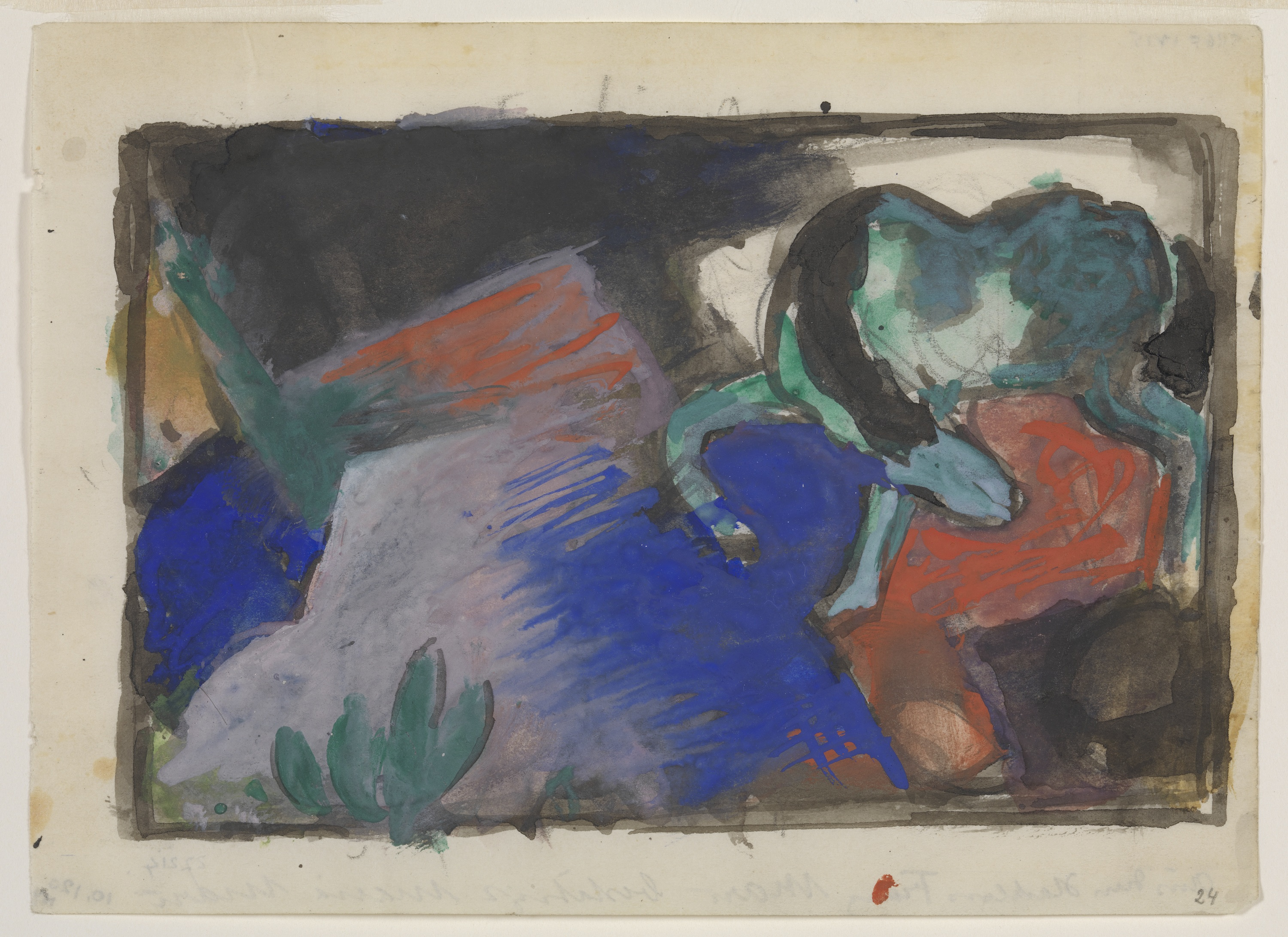
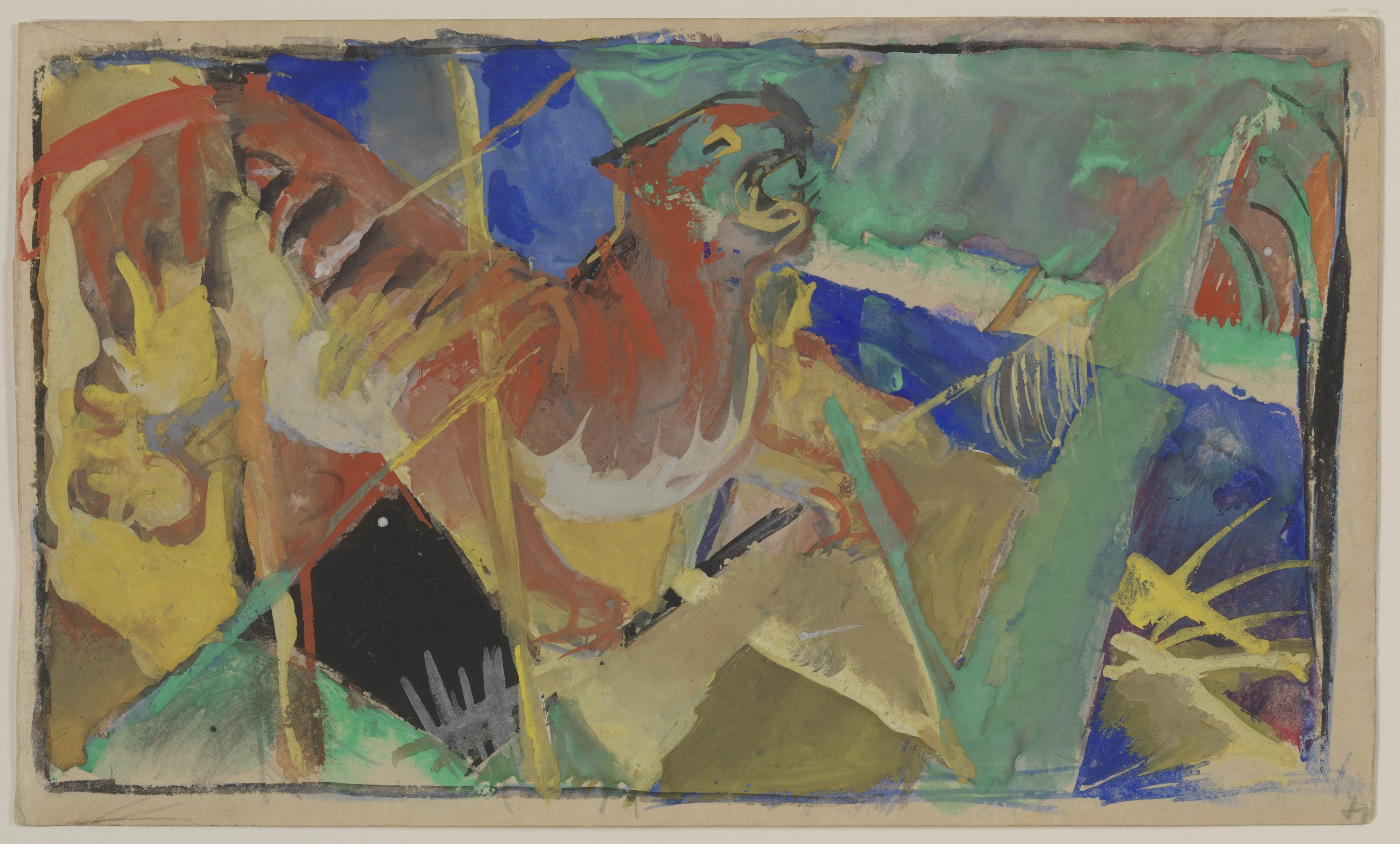
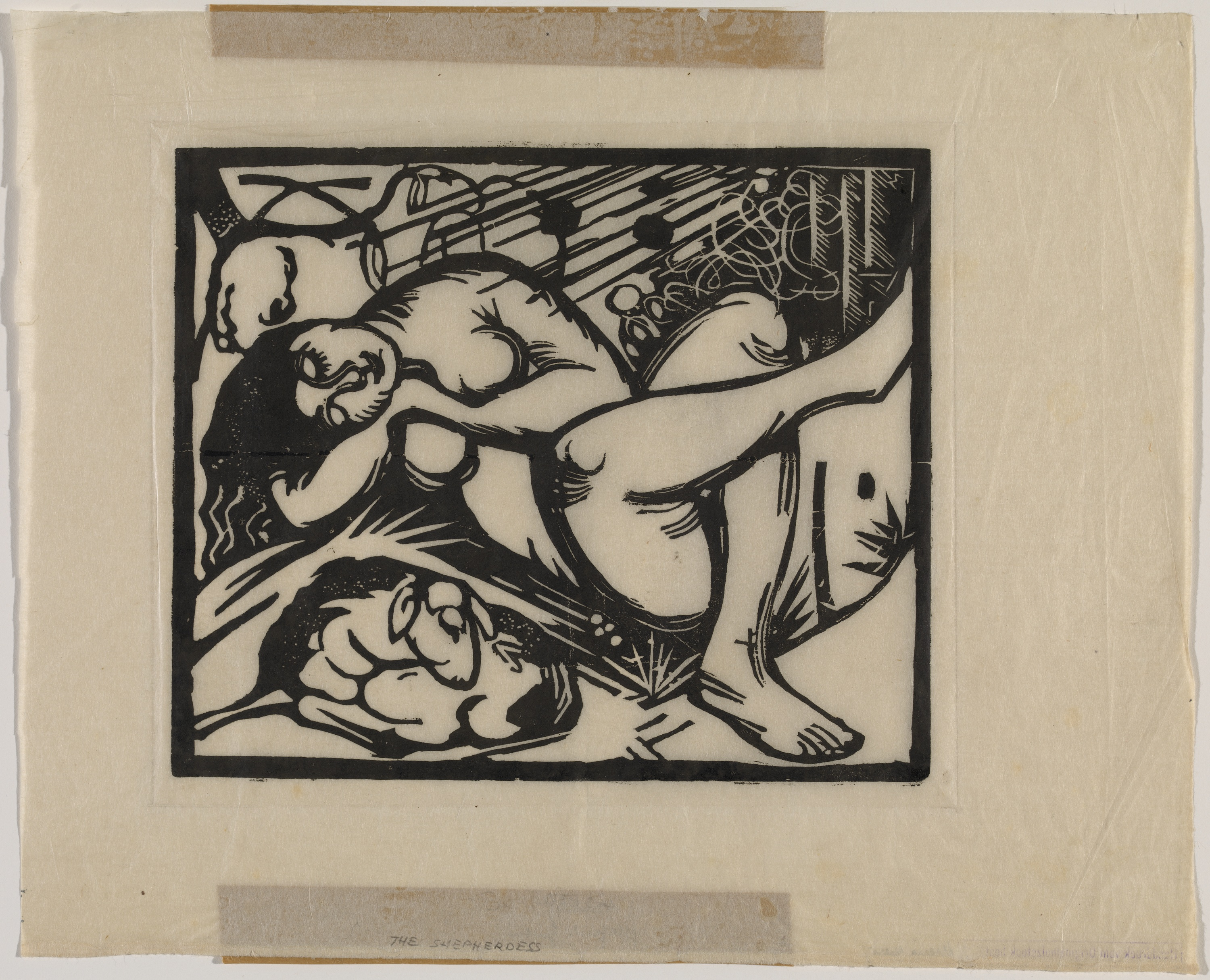
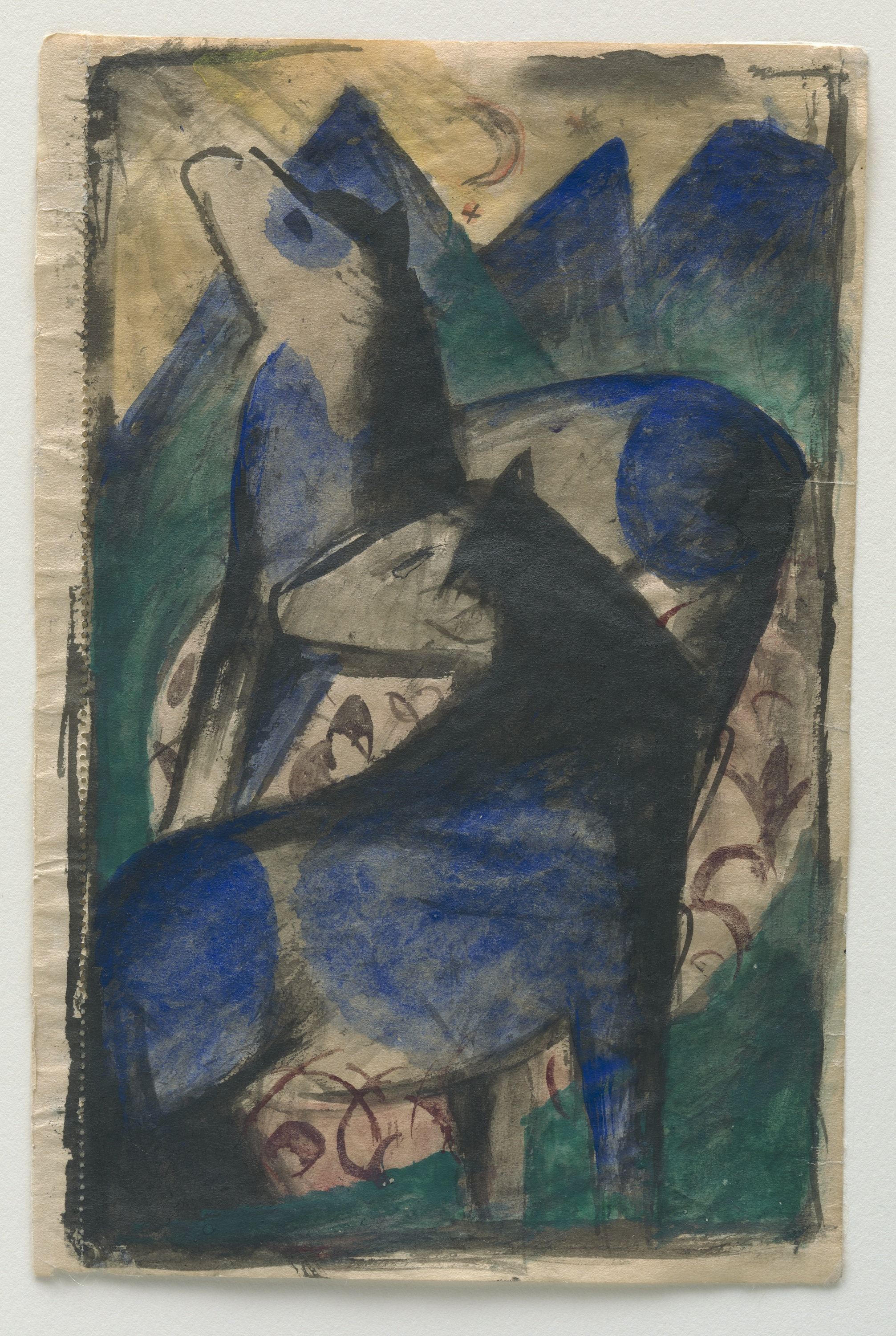
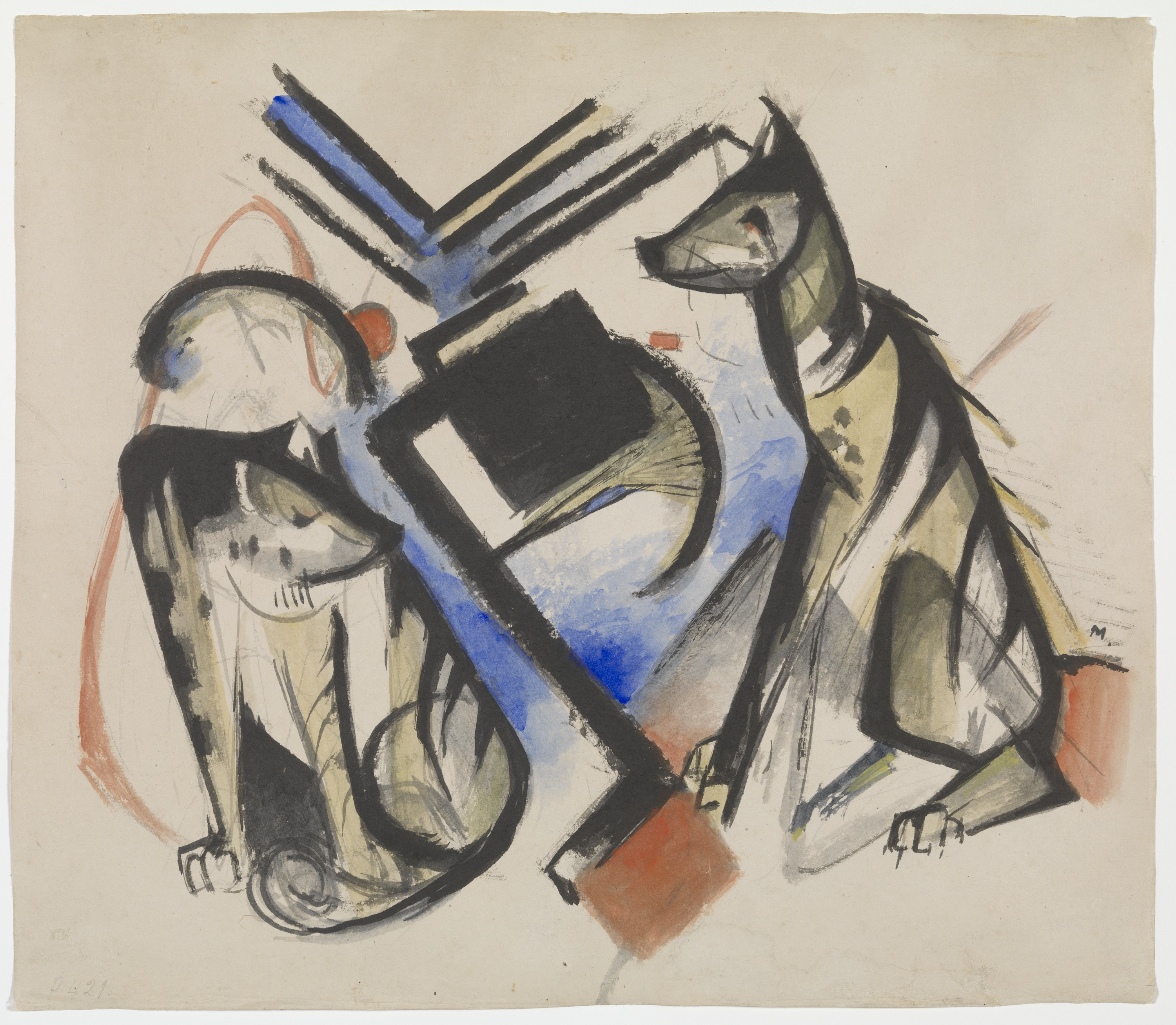
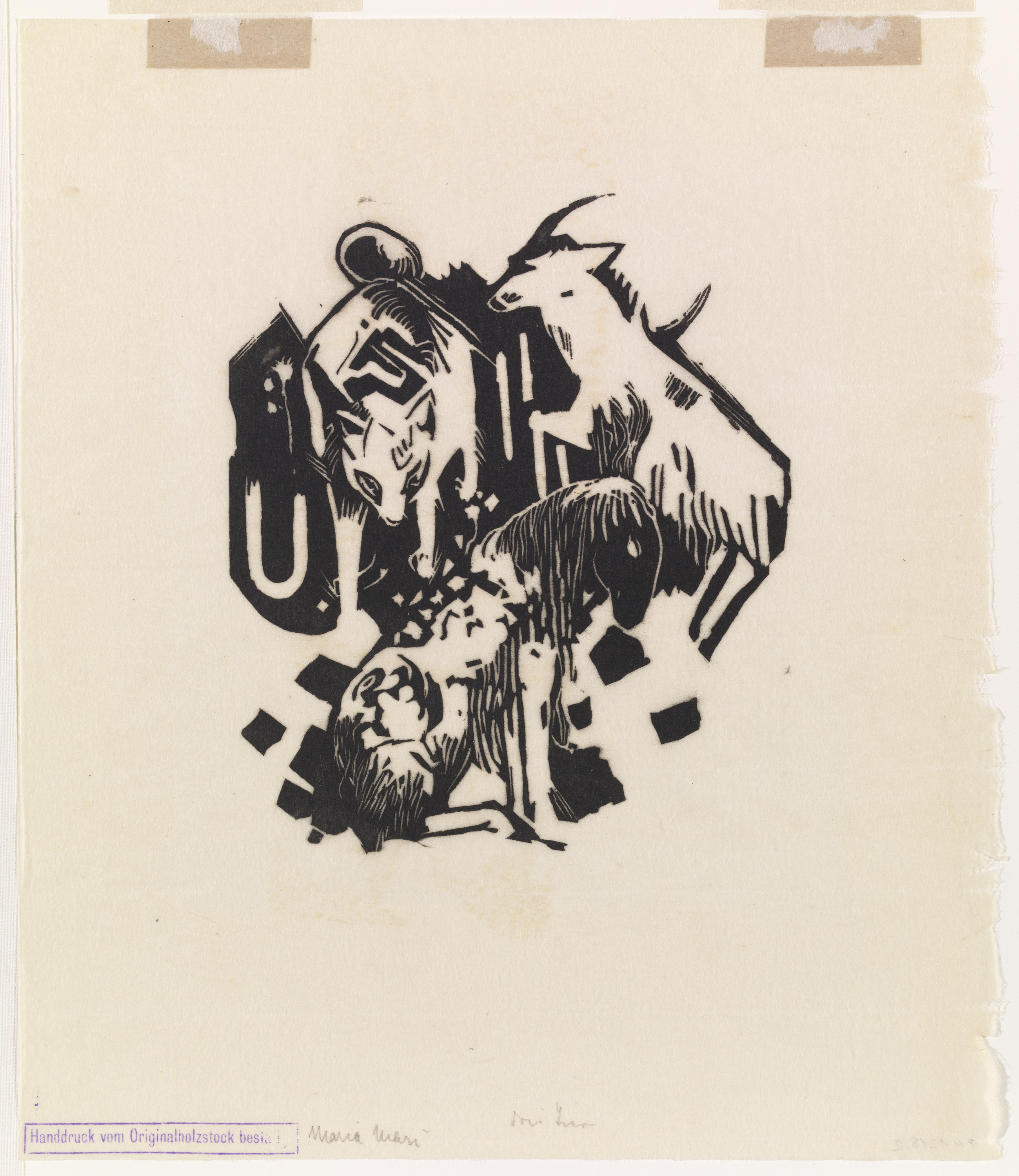
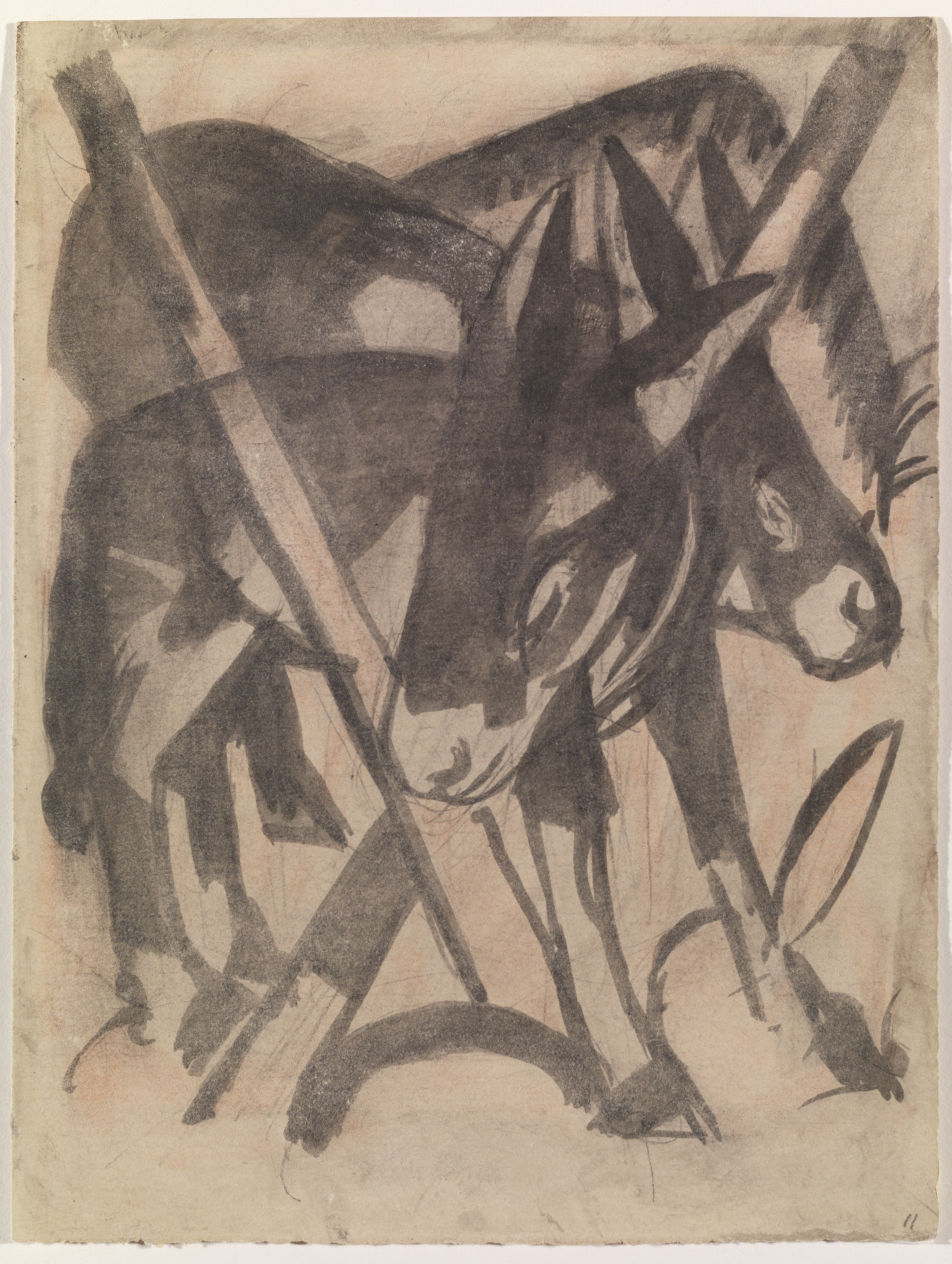
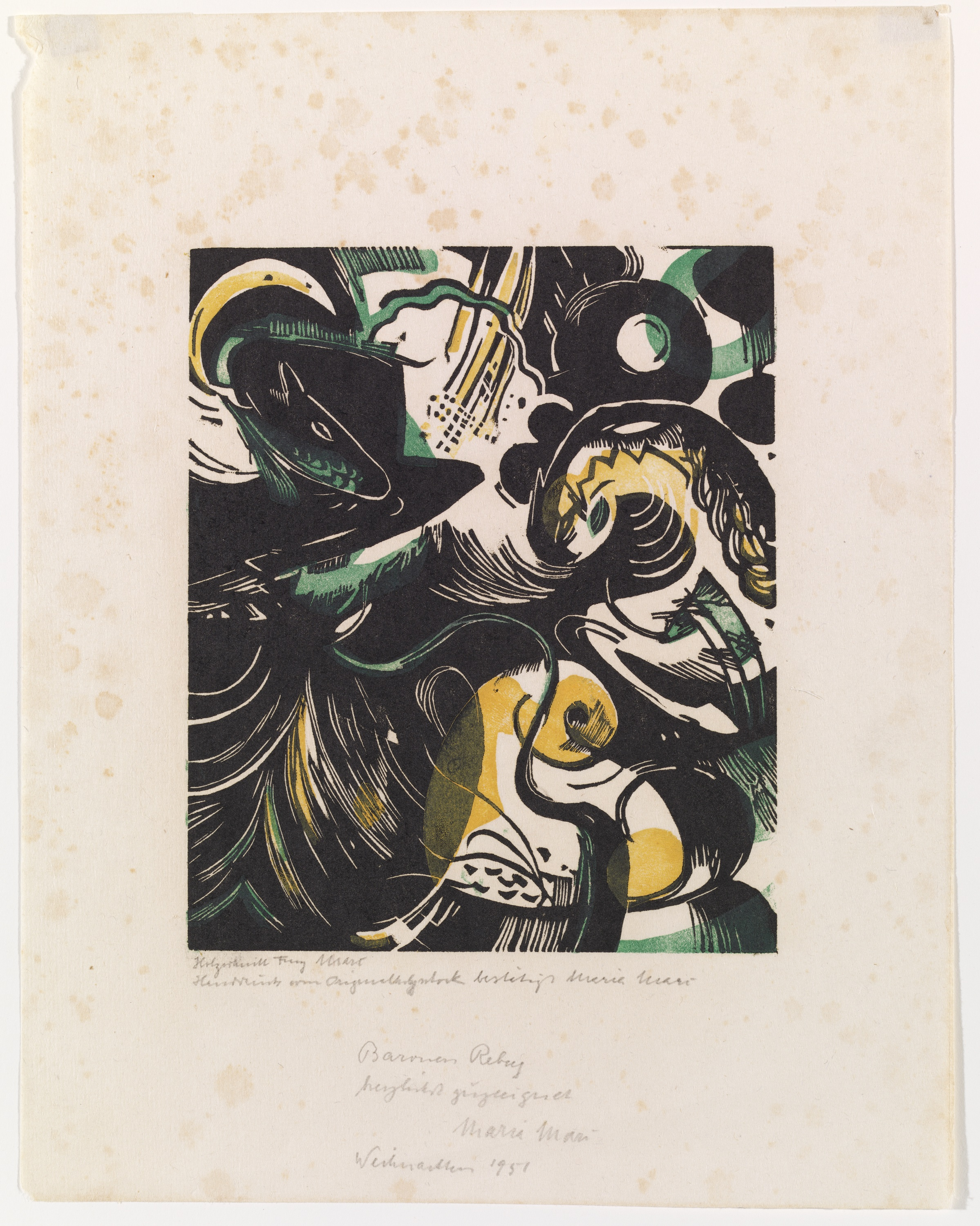
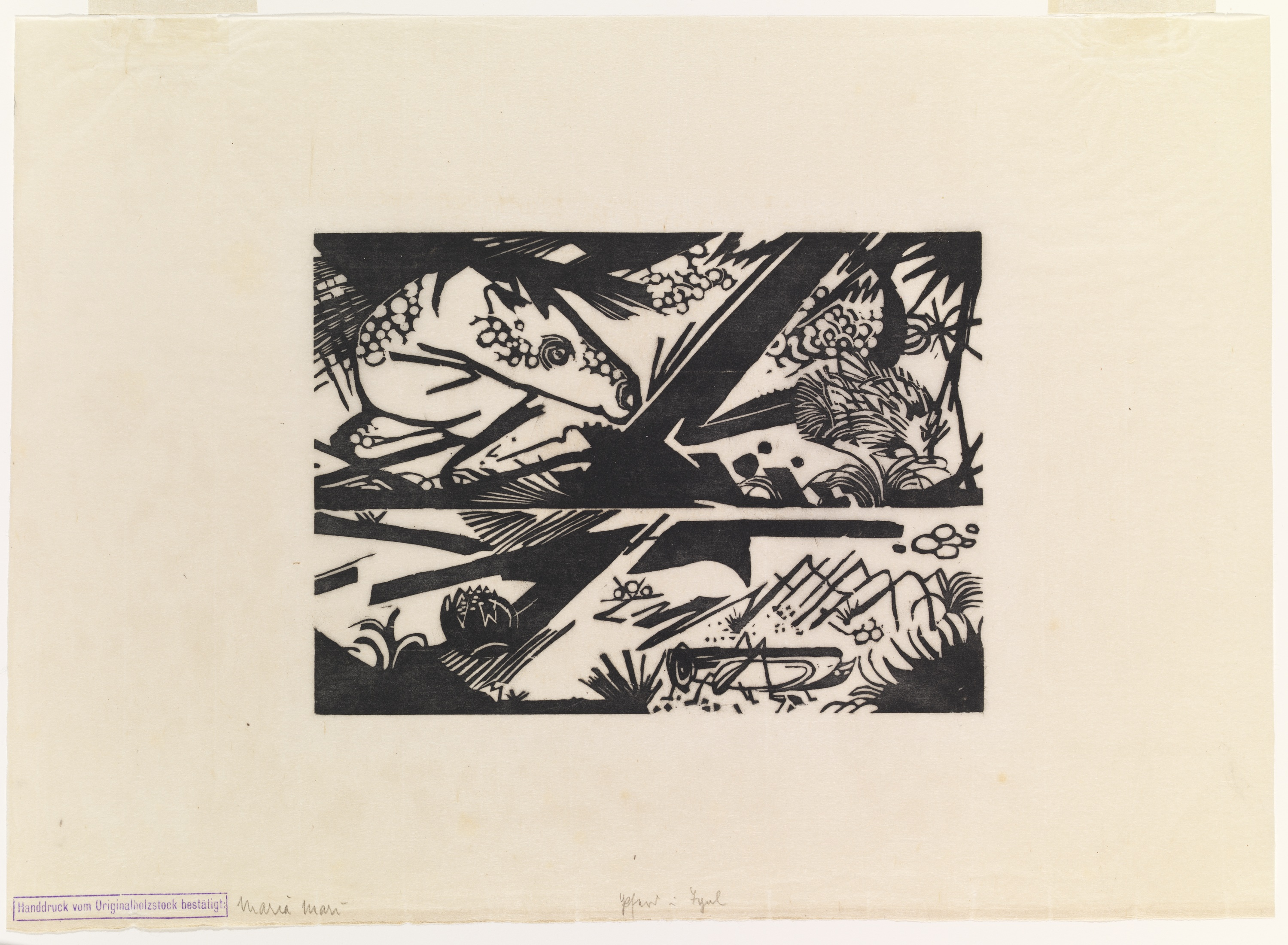
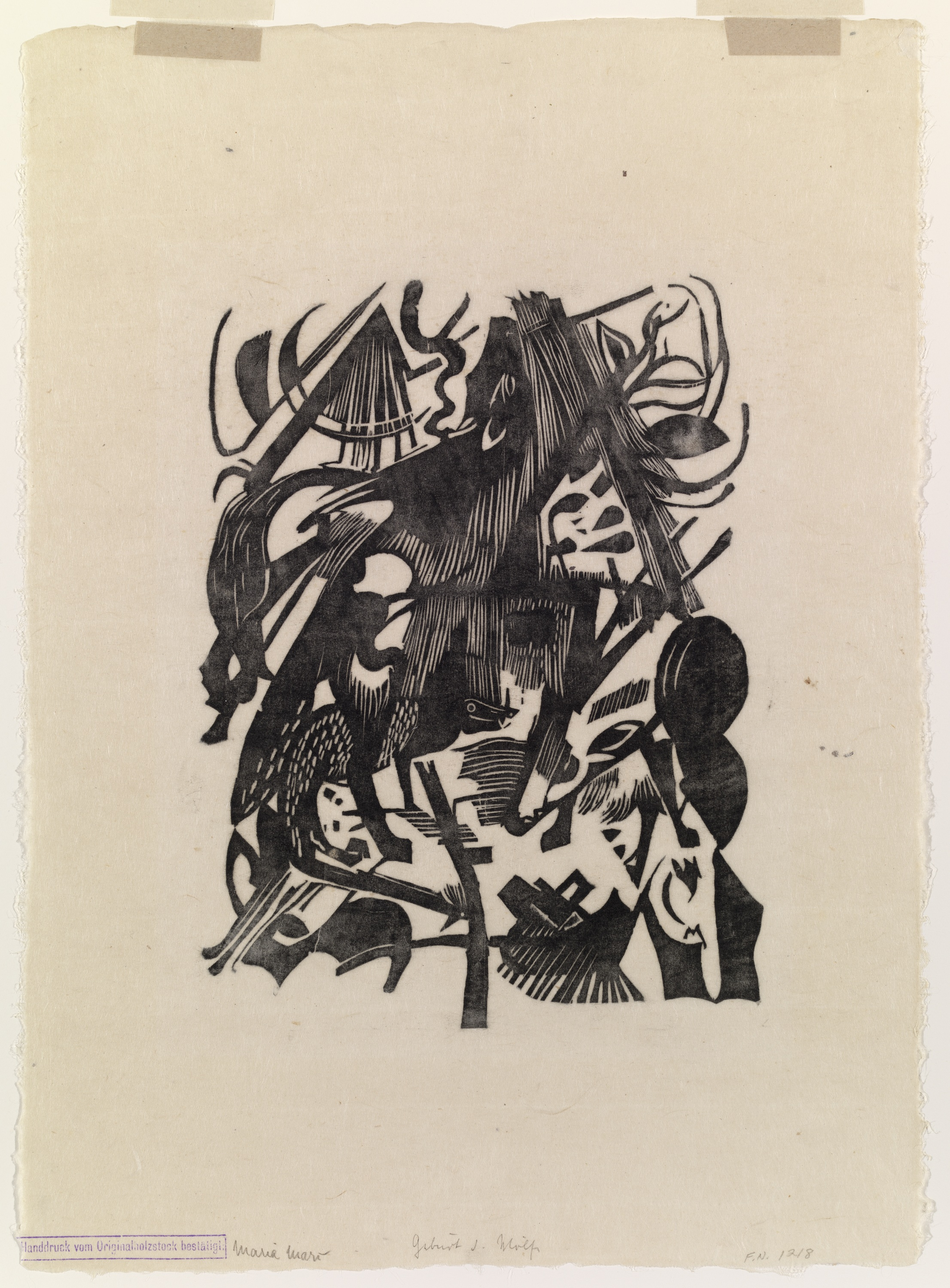
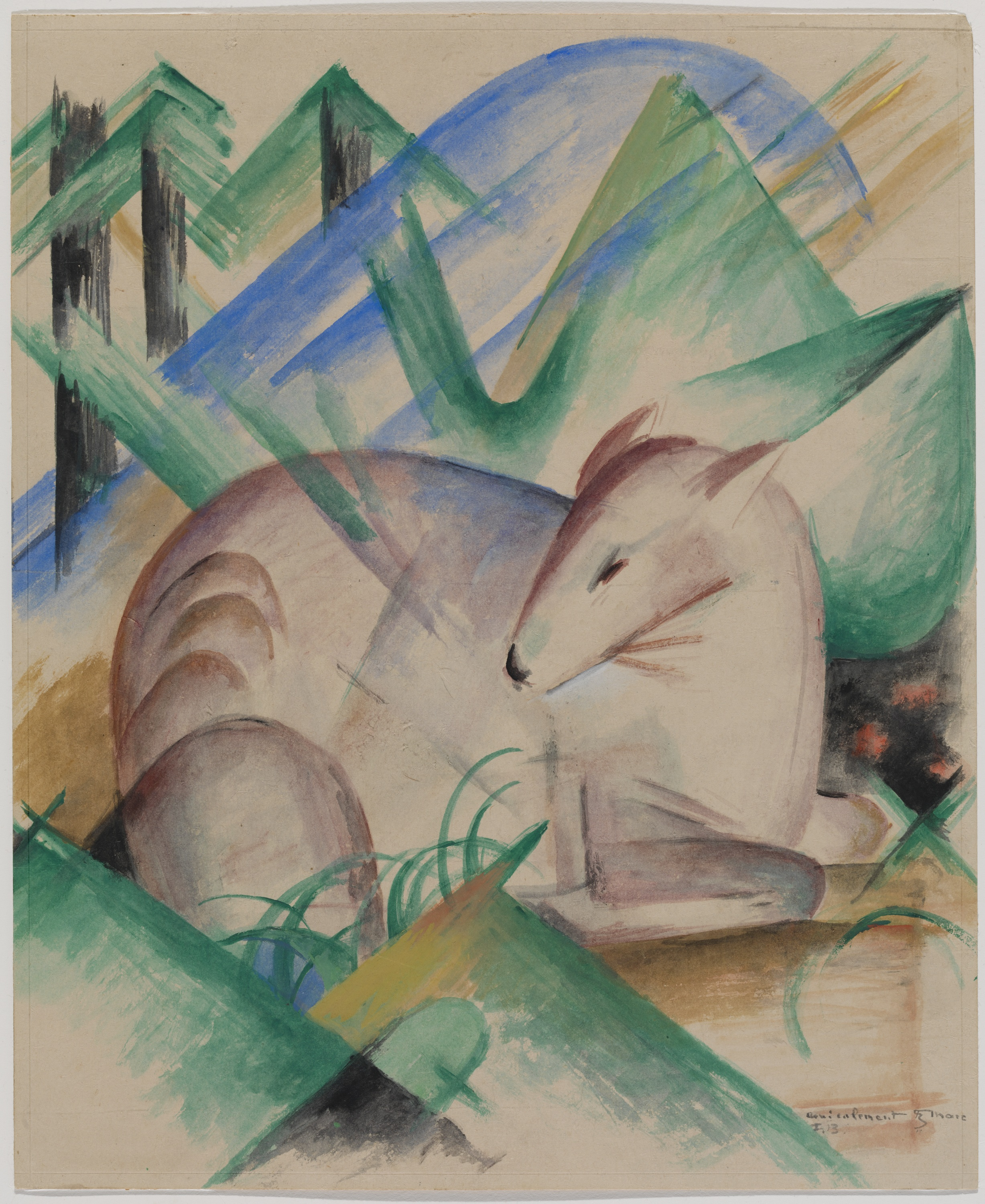
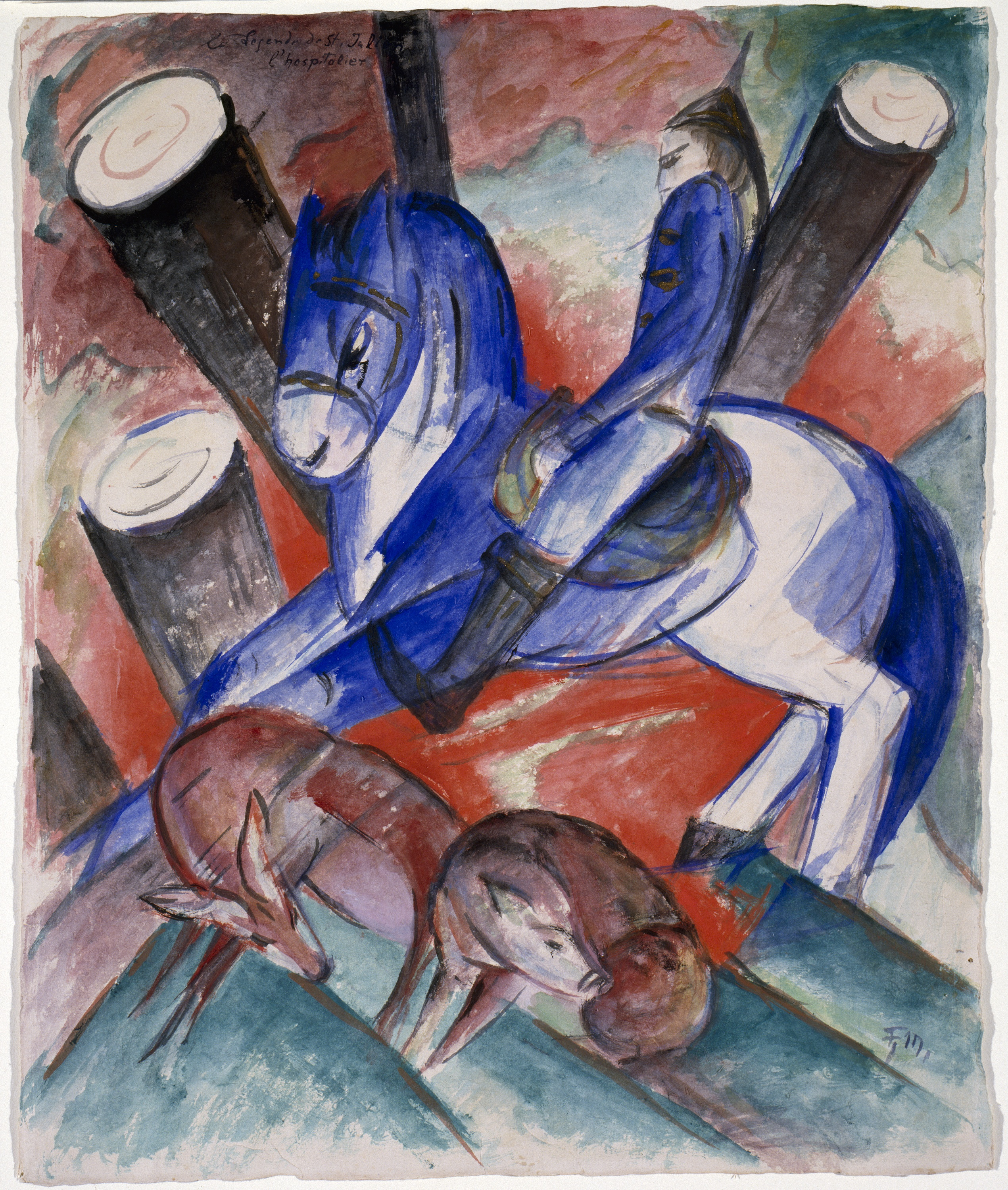